# Elecciones al Parlamento Europeo de 2014 (España)
Las elecciones al Parlamento Europeo de 2014 en España se celebraron el domingo 25 de mayo de 2014. Fueron convocadas el 1 de abril, tras publicarse en el BOE el Real Decreto firmado el 28 de marzo por el rey Juan Carlos I y el presidente del Gobierno Mariano Rajoy, previa deliberación del Consejo de Ministros. De acuerdo con las leyes y los tratados firmados por España, en dichas elecciones, organizadas por el Ministerio del Interior, se elegirían los representantes de la ciudadanía española en el Parlamento Europeo. De acuerdo con el Tratado de Lisboa de 2007, en vigor, España mantendría los 54 diputados de que dispone en la actualidad.
Con una participación del 43,81%, las elecciones fueron ganadas por el Partido Popular con el 26,09% de los votos (12,31% del total del censo) y 16 escaños frente al 23,01% de los votos (10,01% del censo) y 14 escaños del Partido Socialista Obrero Español. Además, otras ocho candidaturas obtuvieron representación en la cámara, entrando por primera vez Podemos, liderado por Pablo Iglesias Turrión y fundado meses antes, Ciudadanos – Partido de la Ciudadanía y Primavera Europea, además de L'Esquerra pel Dret a Decidir y Los Pueblos Deciden, que formaban parte de la candidatura Europa de los Pueblos - Verdes de las elecciones de 2009.
Tras las elecciones, el nuevo Parlamento europeo eligió, por vez primera, al "Gobierno de la Unión Europea", la Comisión Europea. El nuevo Gobierno comunitario asumió sus funciones el 1 de noviembre de 2014, cesando automáticamente el 31 de octubre de 2019, o de producirse más tarde, el día de la elección del Gobierno que le suceda. En el caso de los europarlamentarios españoles, aunque la votación fue secreta, se presume que hubo una mayoría absoluta de votos negativos a la investidura de Juncker como presidente comunitario.[cita requerida]}

## Candidaturas

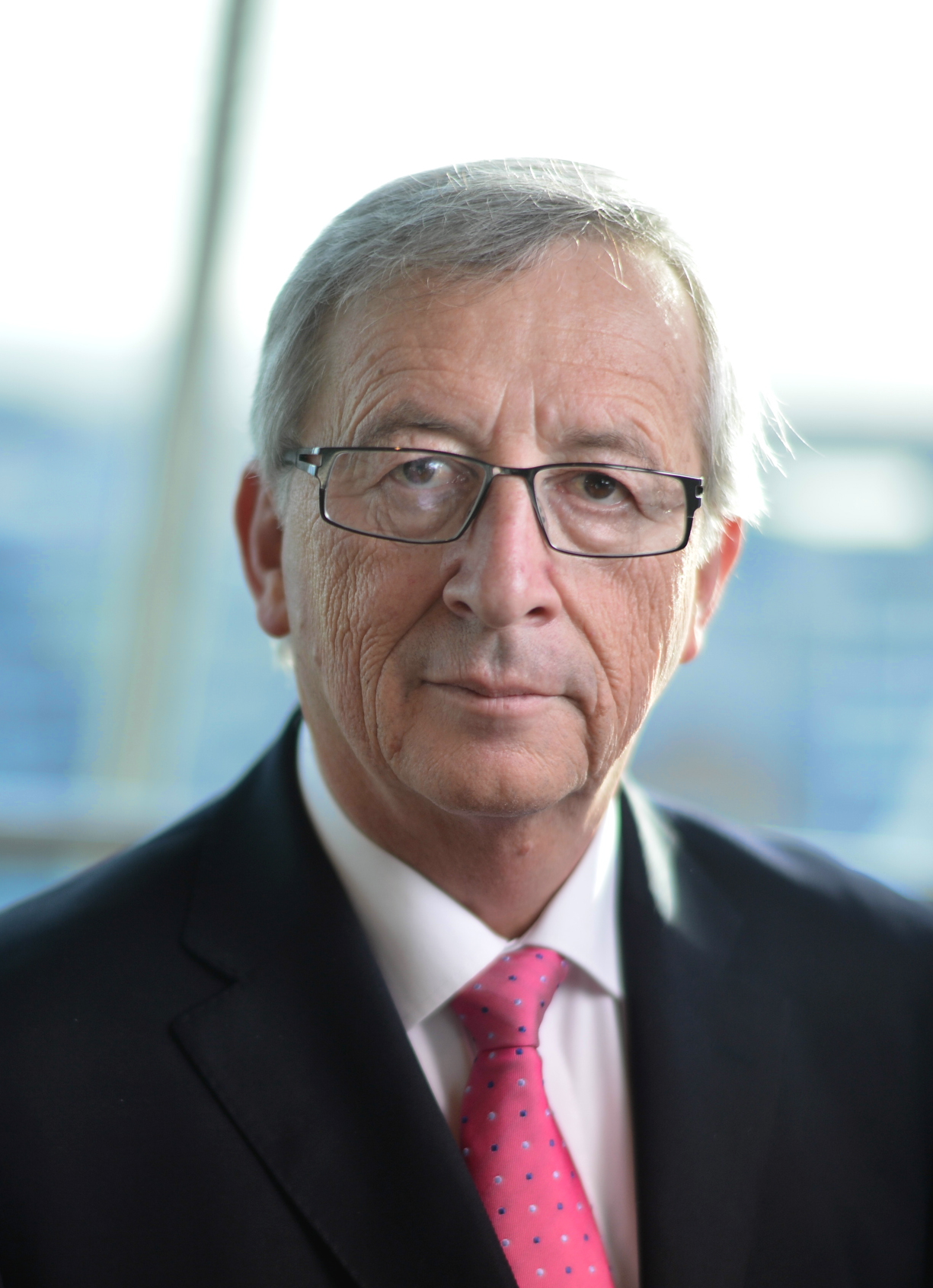
Jean-Claude Juncker, candidato a Presidente de la Comisión Europea del Partido Popular y Unió Democràtica de Catalunya.

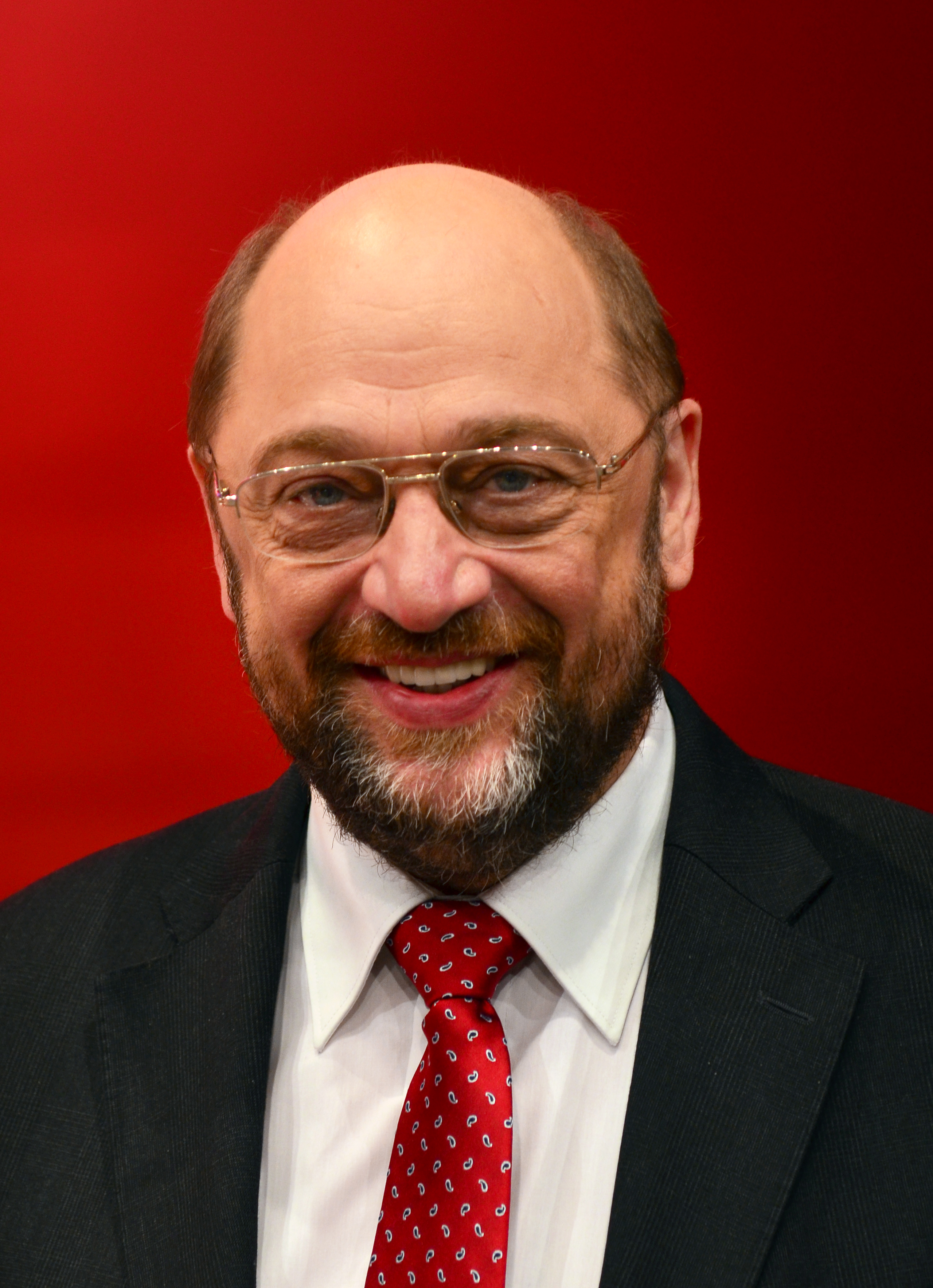
Martin Schulz, candidato a Presidente de la Comisión Europea del Partido Socialista Obrero Español.

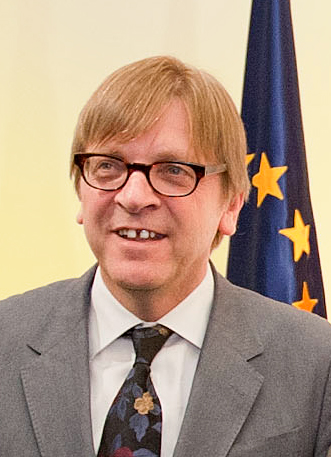
Guy Verhofstadt, candidato a Presidente de la Comisión Europea de Convergència Democràtica de Catalunya y Partido Nacionalista Vasco.

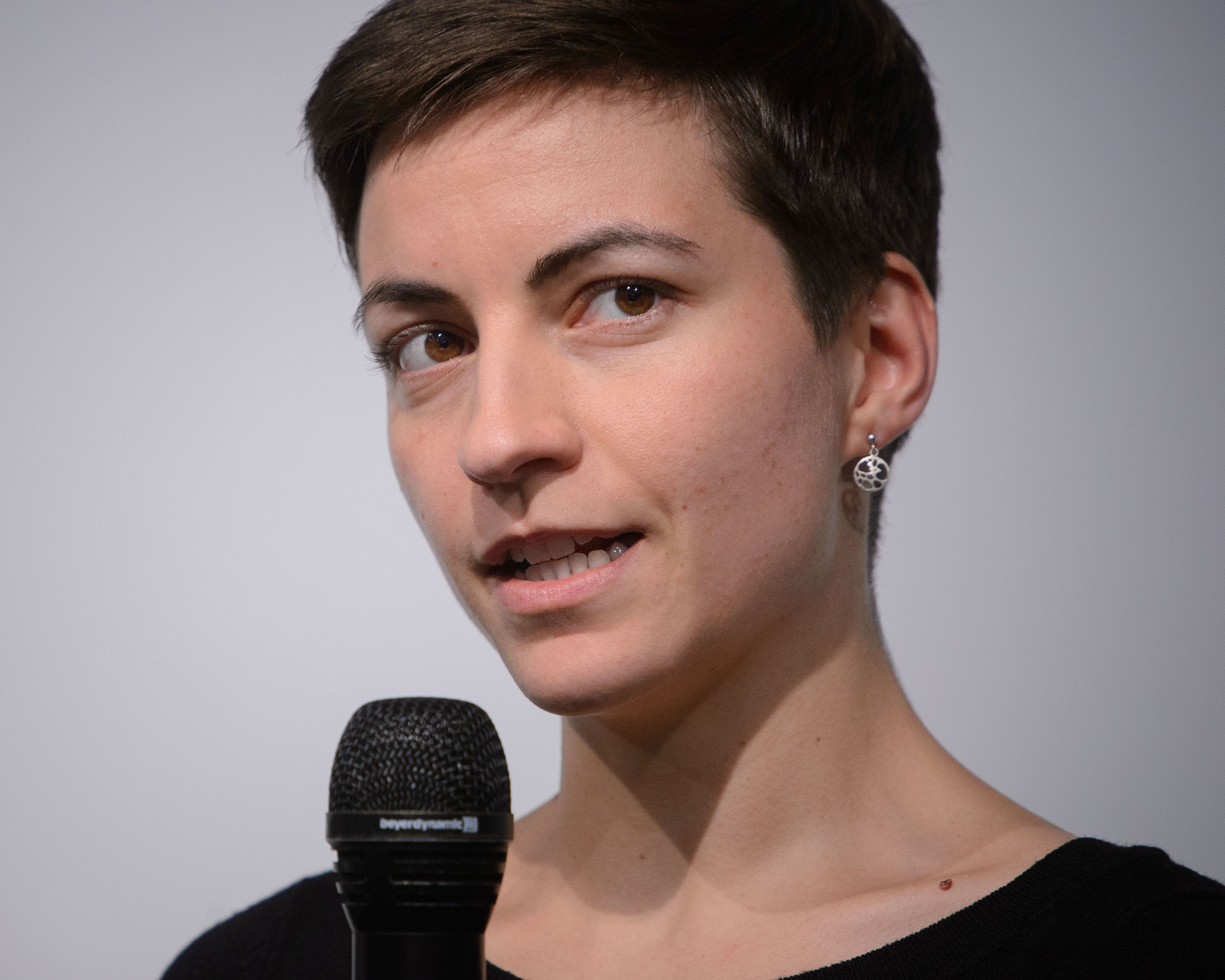
Ska Keller, candidata a Presidente de la Comisión Europea de Iniciativa per Catalunya Verds y Equo.

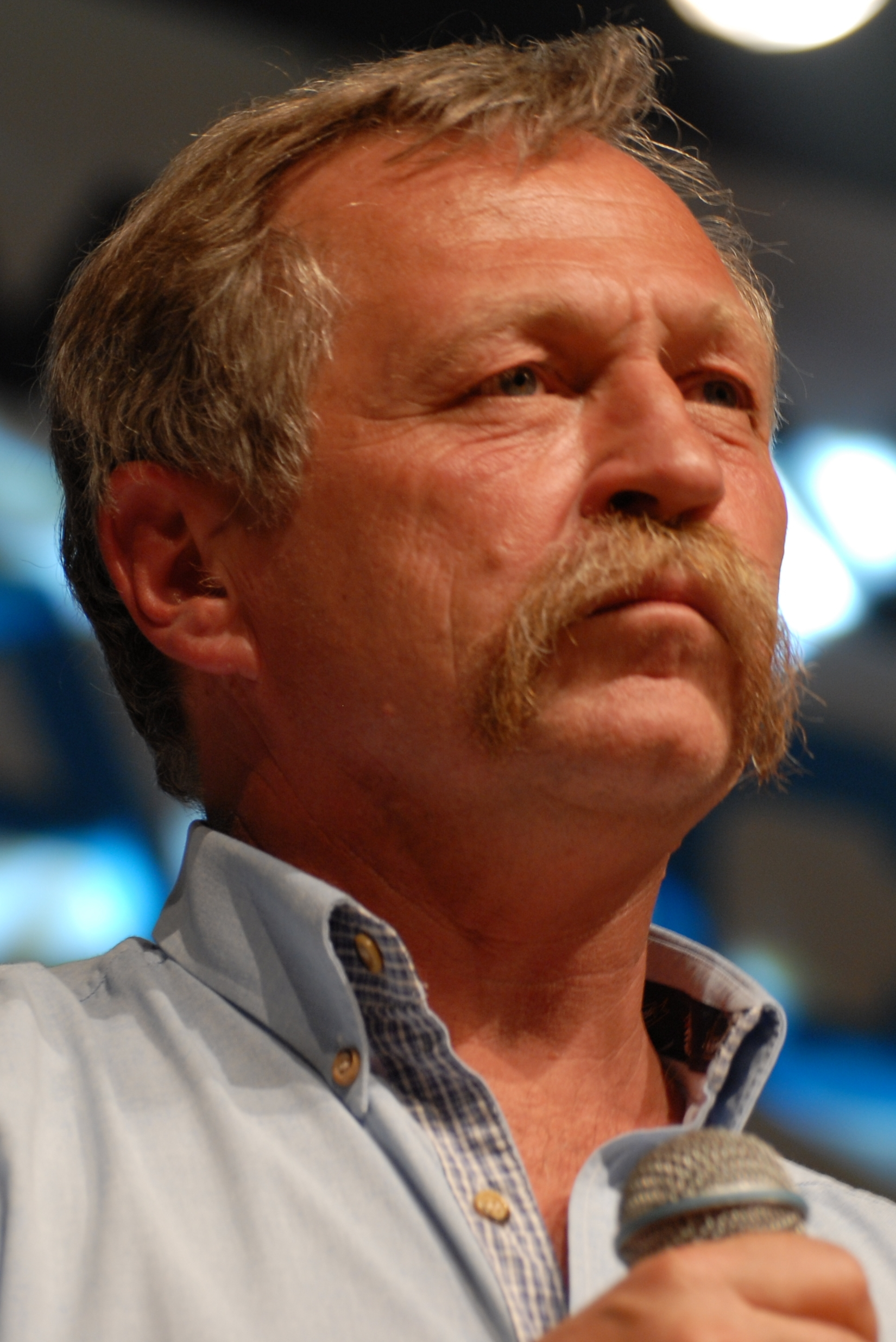
José Bové, candidato a Presidente de la Comisión Europea de Iniciativa per Catalunya Verds y Equo.

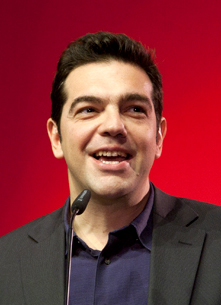
Alexis Tsipras, candidato a Presidente de la Comisión Europea de Izquierda Unida y Esquerra Unida i Alternativa.

De acuerdo con lo dispuesto en el artículo 214 de la Ley Orgánica 5/1985, de 19 de junio, del Régimen Electoral General, existe una única circunscripción sin umbral electoral (porcentaje mínimo para ser adjudicatario de escaños), a diferencia de las elecciones generales en las que es del 3% y en las locales del 5%.
Además, tal y como sucede para las elecciones generales, los partidos políticos que desearan presentar su candidatura a las elecciones al Parlamento Europeo, deben obtener un respaldo de 15.000 firmas de electores o 50 cargos electos (Diputados, Senadores, Diputados españoles del Parlamento Europeo, miembros de las Asambleas Legislativas de las Comunidades Autónomas o miembros de las Corporaciones Locales) según el artículo 220 de la ley electoral.
En total, la Junta Electoral Central publicó en el Boletín Oficial del Estado (BOE), 39 candidaturas proclamadas entre partidos, coaliciones y agrupaciones de electores, cuatro más que en las elecciones al Parlamento Europeo de 2009. Si bien, y según el artículo 222 de la LOREG, los partidos y coaliciones pueden solicitar que en cada comunidad autónoma se exponga en las papeletas únicamente los nombres de los candidatos y suplentes miembros del partido en la región, así como su propia denominación, sigla y símbolo.

### Candidaturas con representación en el Parlamento Europeo previamente

#### Partido Popular
Nombre de la candidatura: Partido Popular
Integrantes de la candidatura: Partido Popular (PP)
Partido político europeo: Partido Popular Europeo (PPE)
Cabeza de lista en España: Miguel Arias Cañete
Candidato a la presidencia de la Comisión: Jean-Claude Juncker
La secretaria general del Partido Popular, María Dolores de Cospedal, anunció el 9 de abril que Miguel Arias Cañete, hasta entonces Ministro de Agricultura, Alimentación y Medio Ambiente, sería el candidato a las Elecciones Europeas, en el nombramiento más tardío de los grandes partidos. Le acompañará Esteban González Pons, exconseller de la Generalidad Valenciana y actualmente diputado en el Congreso de los Diputados, en el segundo puesto, y Teresa Jiménez-Becerril, que actualmente ya tiene un escaño en el Parlamento Europeo, en el tercero.

#### Partido Socialista Obrero Español
Nombre de la candidatura: Partido Socialista Obrero Español
Integrantes de la candidatura: Partido Socialista Obrero Español (PSOE) y Partit dels Socialistes de Catalunya (PSC)
Partido político europeo: Partido de los Socialistas Europeos (PSE)
Cabeza de lista en España: Elena Valenciano Martínez-Orozco
Candidato a la presidencia de la Comisión: Martin Schulz
El secretario general del Partido Socialista Alfredo Pérez Rubalcaba nombró el lunes 10 de febrero de 2014 a Elena Valenciano como cabeza de lista para las elecciones. Posteriormente se dio a conocer el resto de candidatos, con Ramón Jáuregui como número dos (repitiendo puesto), Soledad Cabezón como número tres y Juan Fernando López Aguilar, cabeza de lista en 2009, como número cuatro. Además, Javier López ganó las primarias de PSC y logró el puesto seis de la candidatura.

#### Coalición por Europa
Nombre de la candidatura: Coalición por Europa
Integrantes de la candidatura: Convergència Democràtica de Catalunya (CDC), Unió Democràtica de Catalunya (UDC), Reagrupament (RI), Partido Nacionalista Vasco (PNV), Coalición Canaria (CC) y Compromiso por Galicia (CxG)
Partido político europeo:
CDC: Partido de la Alianza de los Liberales y Demócratas por Europa (ALDE)
PNV: Partido Demócrata Europeo (PDE)
UDC: Partido Popular Europeo (PPE)
Cabeza de lista en España: Ramon Tremosa i Balcells
Candidato a la presidencia de la Comisión:
CDC y PNV: Guy Verhofstadt
UDC: Jean-Claude Juncker
Coalición por Europa es heredera de la candidatura de mismo nombre presentada en las elecciones de 2009. Repiten en la coalición Convergència Democràtica de Catalunya (CDC), Unió Democràtica de Catalunya (UDC), el Partido Nacionalista Vasco (PNV) y Coalición Canaria (CC), mientras que se incorporan Compromiso por Galicia (CxG) y Reagrupament, tras un acuerdo con CDC.
Abandonan la coalición el Partido Andalucista (PA), que se presentará en solitario, Unió Mallorquina (UM), disuelta tras estar implicada en múltiples casos de corrupción, Unió Menorquina (UMe), ahora integrada en Proposta per les Illes que ha decido no presentarse, y el Bloc Nacionalista Valencià (BNV), integrado en Compromís que se presentará con su propia coalición.
La lista está encabezada por el candidato de Convergència Ramon Tremosa i Balcells, acompañado de Izaskun Bilbao del PNV, Francesc Gambús de Unió, Narvay Quintero de CC, y Paulo Carlos López de CxG.

#### La Izquierda Plural
Nombre de la candidatura: La Izquierda Plural
Integrantes de la candidatura: Izquierda Unida (IU), Iniciativa per Catalunya Verds (ICV), Esquerra Unida i Alternativa (EUiA), Anova-Irmandade Nacionalista, Batzarre, Espazo Ecosocialista Galego, Construyendo la Izquierda-Alternativa Socialista (CLI-AS), Confederación de Los Verdes, Els Verds-Opció Verda, Gira Madrid-Los Verdes y Ezkerreko Ekimena-Etorkizuna Iratzarri (EKI)
Partido político europeo:
IU y EUiA: Partido de la Izquierda Europea (IE)
ICV: Partido Verde Europeo (PVE)
Cabeza de lista en España: Willy Meyer sustituido en 2015 por Marina Albiol como portavoz de Izquierda Unida en el Parlamento Europeo.
Candidato a la presidencia de la Comisión:
IU y EUiA: Alexis Tsipras
ICV: Ska Keller y José Bové
La Izquierda Plural es la continuación de la candidatura europea de 2009 que estuvo integrada por Izquierda Unida (IU), Iniciativa per Catalunya Verds (ICV), Esquerra Unida i Alternativa (EUiA), Ezker Batua-Berdeak (EBB) y Bloque por Asturies. En la candidatura de 2014 participan IU, ICV-EUiA, Anova-Irmandade Nacionalista, Batzarre, Espazo Ecosocialista Galego, Construyendo la Izquierda-Alternativa Socialista (CLI-AS), Confederación de Los Verdes, Els Verds-Opció Verda, Gira Madrid-Los Verdes, y Ezkerreko Ekimena-Etorkizuna Iratzarri (EKI).
La candidatura vuelve a estar encabezada, por tercera vez, por Willy Meyer de Izquierda Unida, seguido de Paloma López (Comisiones Obreras), Ernest Urtasun (ICV), Marina Albiol (EUPV), Lidia Senra (Anova), Ángela Vallina, Javier Couso (hermano del cámara José Couso), Tasio Oliver (Izquierda Abierta) y Lara Hernández.

#### Unión Progreso y Democracia
Nombre de la candidatura: Unión Progreso y Democracia
Integrantes de la candidatura: Unión Progreso y Democracia (UPyD)
Cabeza de lista en España: Francisco Sosa Wagner
Unión Progreso y Democracia volvió a confiar en Francisco Sosa Wagner su candidatura para 2014 con un apoyo del 60% en las primarias del partido. Maite Pagazaurtundua, que fue diputada por el Partido Socialista de Euskadi hasta 1998 y asesora de Fernando Buesa, ha obtenido el segundo puesto como independiente; el que fuera secretario general del Partido Popular del País Vasco y ahora miembro de UPyD Fernando Maura, el tercero; la responsable de comunicación del partido Beatriz Becerra, el cuarto; y Enrique Calvet, el quinto.

#### L'Esquerra pel Dret a Decidir
Nombre de la candidatura: L'Esquerra pel Dret a Decidir
Integrantes de la candidatura: Esquerra Republicana, Nova Esquerra Catalana (NECat) y Catalunya Sí (CAT SÍ)
Partido político europeo: ERC: Alianza Libre Europea (ALE)
Cabeza de lista en España: Josep Maria Terricabras
Esquerra Republicana de Catalunya, tras frustrarse varios intentos por parte de Convergència Democràtica de Catalunya por formar una lista unitaria catalana, y de no lograr un acuerdo con Euskal Herria Bildu, apostó por crear L'Esquerra pel Dret a Decidir, una candidatura independiente y catalana con la participación de Nova Esquerra Catalana, liderado por Ernest Maragall, y Catalunya Sí, su aliado en las elecciones al Parlamento de Cataluña de 2012, además del apoyo de Més per Mallorca, que pidió el voto para esta formación o Primavera Europea.
La lista electoral la encabeza el filósofo y catedrático Josep Maria Terricabras, a propuesta de ERC, seguido de Ernest Maragall de Nova Esquerra Catalana. A partir del puesto tres Esquerra tiene a sus candidatos Jordi Solé, Elisabet Nebreda y Marie Kapretz. Andreu Criquet de las Joventuts d'Esquerra Republicana de Catalunya ocupa el puesto seis. Además, la candidatura incluye los candidatos elegidos por las federaciones territoriales de Esquerra Republicana en las Islas Baleares, el primero de los cuales es Miquel Àngel Sureda, y de la Comunidad Valenciana, elegidos por Esquerra Republicana del País Valencià, el primero de los cuales corresponde a Eloisa Chamarro. La candidatura también incluye a miembros de la asociación Socialisme, Catalunya i Llibertat como Gabriel Fernández, que ocupa el puesto ocho.

#### Los Pueblos Deciden
Nombre de la candidatura: Los Pueblos Deciden (LPD)
Integrantes de la candidatura: Euskal Herria Bildu (EH Bildu), Bloque Nacionalista Galego (BNG), Andecha Astur (AA), Puyalón, Alternativa Nacionalista Canaria (ANC) y Unidad del Pueblo (UP)
Partido político europeo: EA y Aralar (por EH Bildu), BNG: Alianza Libre Europea (ALE)
Cabeza de lista en España: Josu Juaristi
La candidatura Los Pueblos Deciden es la heredera de la Europa de los Pueblos - Verdes que se presentó a las elecciones al Parlamento Europeo de 2009, tras la propuesta de EH Bildu, integrada entre otros por Aralar y Eusko Alkartasuna, para la creación de un bloque por el derecho de autodeterminación. A esta llamada acudieron el Bloque Nacionalista Galego, Andecha Astur, Alternativa Nacionalista Canaria, Unidad del Pueblo y Puyalón.
Con respecto a la candidatura de las elecciones de 2009 se desmarcaron Esquerra Republicana, que se presentó en la coalición L'Esquerra pel Dret a Decidir, Chunta Aragonesista, que decidió presentarse dentro de la candidatura Primavera Europea con Equo y la Coalició Compromís entre otros, Entesa per Mallorca, ahora integrado en la coalición Més per Mallorca y que decidió no presentarse y apoyar a EPDD y Primavera Europea, Confederación de Los Verdes, que se integró en la coalición La Izquierda Plural, y el Partido de El Bierzo, que declinó presentarse a las elecciones.
EH Bildu situó a Josu Juaristi, exdirector del diario Gara, como candidato electoral de la coalición, mientras que el BNG nombró a Ana Miranda Paz como su representante en el segundo puesto de la lista. Dulce María Gil, en el puesto 15 por Anderecha Astur, Valentín Cazaña, en el puesto 17 por Puyalón, y Luz Carmen Rodríguez, en el puesto 18 por ANC-UP, fueron los primeros candidatos del resto de formaciones.

### Candidaturas sin representación en el Parlamento Europeo previamente, pero sí en las Cortes Generales o en parlamentos autonómicos

#### Primavera Europea

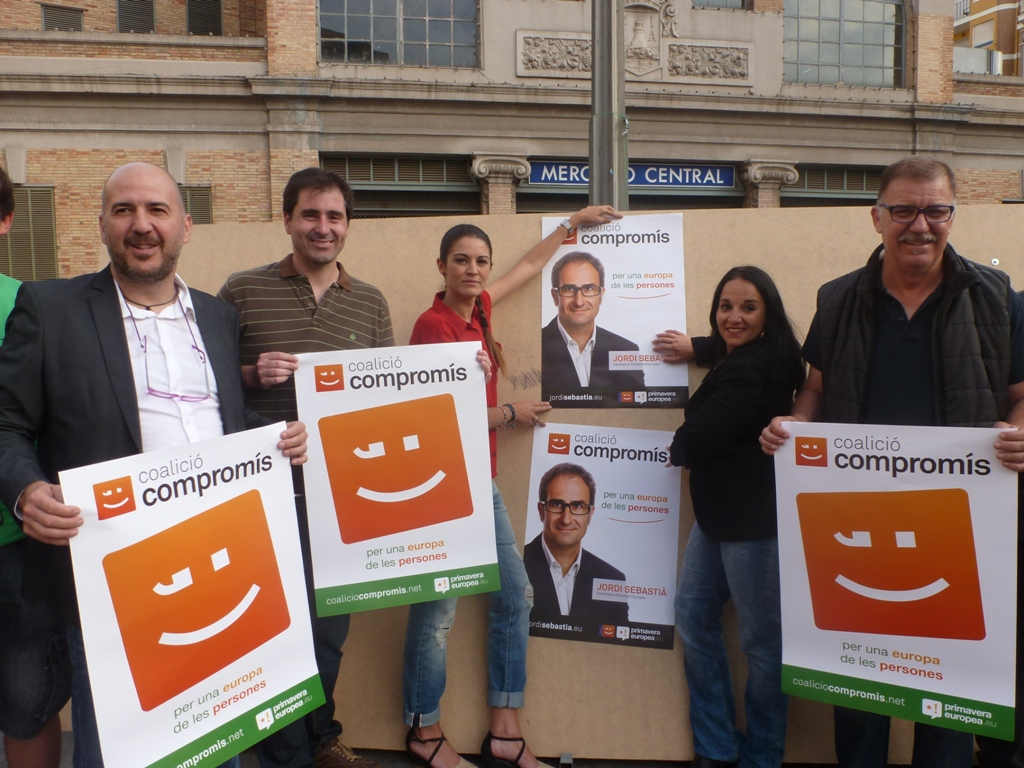
Pegada de carteles de Primavera Europea en Alicante.

Nombre de la candidatura: Primavera Europea
Integrantes de la candidatura: Compromís, Equo, Chunta Aragonesista (CHA), Democracia Participativa (Participa), Por un Mundo Más Justo (PUM+J), Partido Castellano (PCAS), Socialistas Independientes de Extremadura (SIEX) y Coalición Caballas.
Partido político europeo:
BLOC (Compromís) y CHA: Alianza Libre Europea (ALE)
Equo: Partido Verde Europeo (PVE)
Cabeza de lista en España: Jordi Sebastià
Candidato a la presidencia de la Comisión: Equo: Ska Keller y José Bové
Primavera Europea estuvo formada por organizaciones de izquierda, ecologistas y nacionalistas federalistas de ámbito estatal y de Valencia, Castilla, Aragón, Extremadura, Ceuta y Canarias, aunque también recibió apoyos de partidos de Andalucía y Baleares. Los partidos que la conforman son Coalició Compromís, Equo, Chunta Aragonesista, Democracia Participativa, Por Un Mundo Más Justo, Partido Castellano, Socialistas Independientes de Extremadura, Coalición Caballas y Socialistas por Tenerife. Además, contaron con el apoyo de Socialistas por Tenerife, Los Verdes de Villena, Demos+, Electores de Alhaurín, Junts per Agres, Agrupación Barruelana Independiente y Mesa de la Ría de Huelva, además de Més per Mallorca, que también dio apoyo a L'Esquerra pel Dret a Decidir.
La candidatura fue encabezada por Jordi Sebastià, de Compromís, con Florent Marcellesi, de Equo, como número dos. Ambos se turnaron el acta de diputado según la proporción de los votos obtenidos por la coalición en la Comunidad Valenciana y el resto de España. Además fueron como cabezas de cada partido, Ángela Labordeta, por la CHA; Miguel Prados, por Participa; Miguel Ángel Vázquez, por PUM+J; Mohamed Alí, por Caballas; y Juan Leopoldo Torres, por SxTf.

#### Foro de Ciudadanos
Nombre de la candidatura: Foro de Ciudadanos (FAC)
Integrantes de la candidatura: Foro Asturias (FAC)
Cabeza de lista en España: Argimiro Rodríguez
El Foro Asturias, llamado Foro de Ciudadanos en el resto de la nación española y liderado por Francisco Álvarez-Cascos, decidió acudir a las elecciones europeas de manera independiente, si bien no descartó hasta el último momento un acuerdo con otros partidos asturianos. La candidatura la encabezó Argimiro Rodríguez Guerra, que fue viceconsejero de Educación y Formación Profesional del Principado de Asturias entre el 2011 y 2012.

#### Ciudadanos – Partido de la Ciudadanía
Nombre de la candidatura: Ciudadanos – Partido de la Ciudadanía
Integrantes de la candidatura: Ciudadanos – Partido de la Ciudadanía (Cs)
Cabeza de lista en España: Javier Nart
Ciudadanos – Partido de la Ciudadanía decidió presentarse a las elecciones europeas tras la creación de Movimiento Ciudadano, que pretende extender el partido a toda la nación tras su crecimiento en Cataluña. Si bien, la candidatura fue votada únicamente por los afiliados del partido, saliendo escogido Javier Nart como número uno, Juan Carlos Girauta como número dos, y Carolina Punset, hija de Eduardo Punset, como número tres.
De cara a estos comicios Ciudadanos ha firmado un pacto de colaboración con la Confederación de Agrupaciones Políticas Independientes (CAPI) y con Unión de Ciudadanos Independientes (UCIN), que apoyarán la candidatura liderada por Javier Nart. Además, en febrero de 2014, Centro Democrático Liberal, miembro a nivel europeo del Partido de la Alianza de los Liberales y Demócratas por Europa (ALDE), aprobó su disolución e integración en el partido.

### Resto de candidaturas

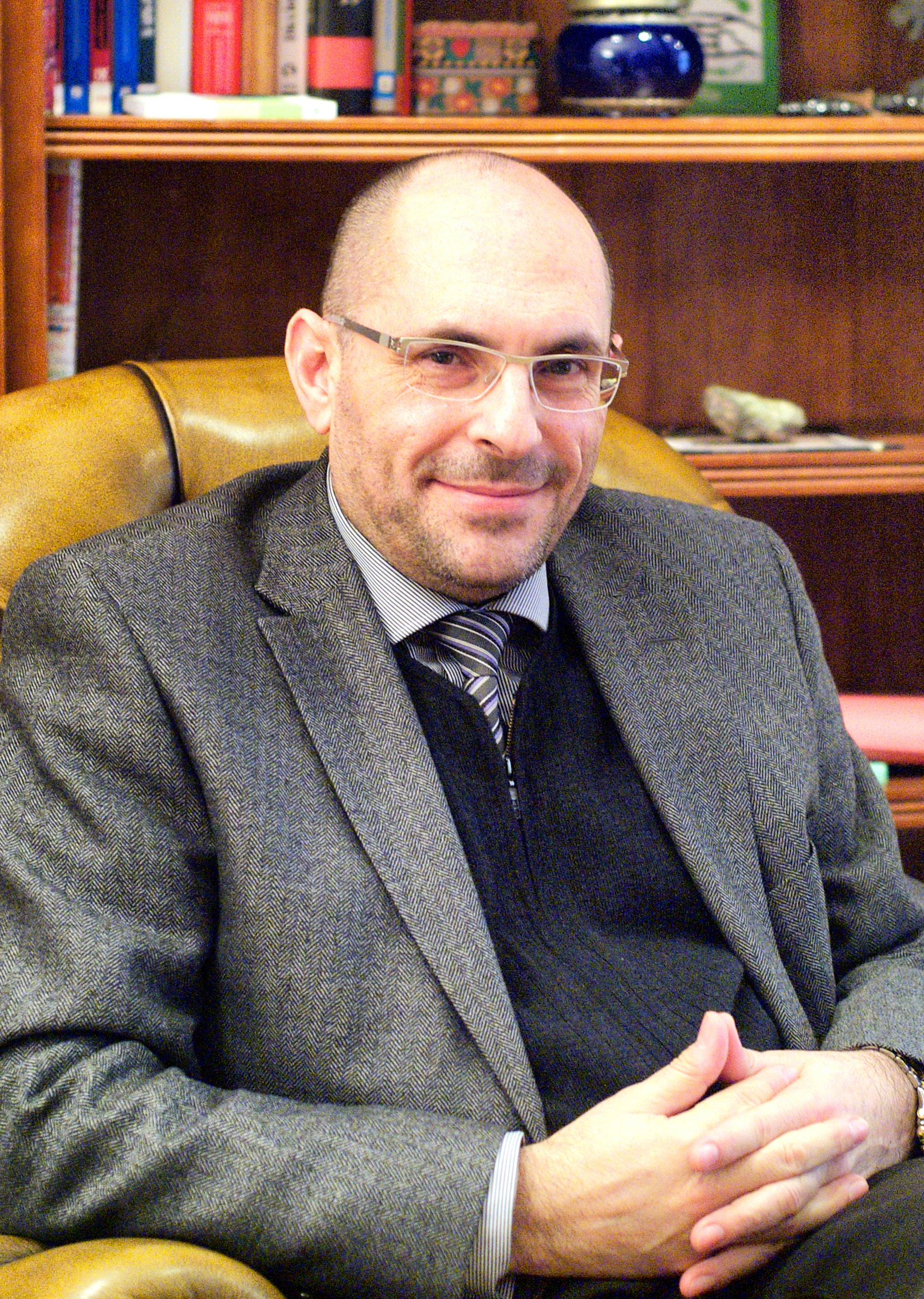
Elpidio José Silva, candidato del Movimiento RED.

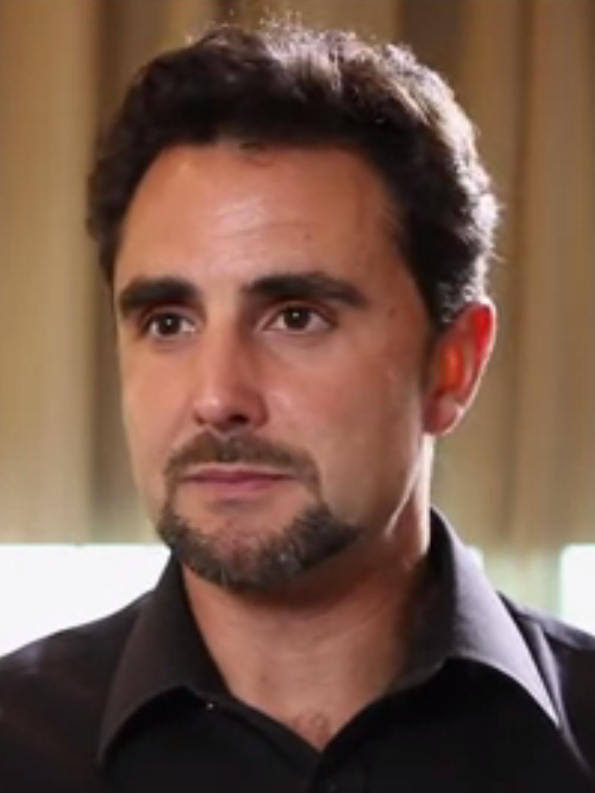
Hervé Falciani, candidato del Partido X, Partido del Futuro.

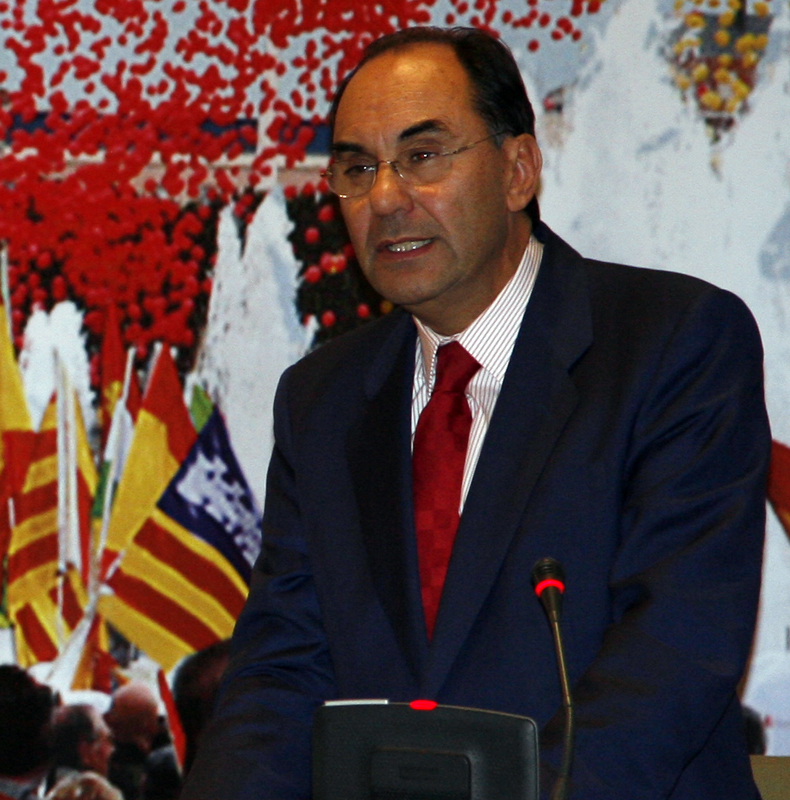
Alejo Vidal-Quadras, candidato de Vox.

Además de las anteriores 10 candidaturas, otras 29 formaciones y coaliciones lograron reunir las 15.000 firmas o 50 avales de cargos públicos, siendo proclamadas por la Junta Electoral Central, para poder concurrir a las elecciones:
- Agrupación de Electores de Discapacitados y Enfermedades Raras: Eduard Carreras.[76]
La agrupación busca dar a conocer las enfermedades raras y su proyecto político. Su candidato es un joven que padece una distrofia muscular degenerativa y que solo tiene movilidad en el cuello y en la cabeza.

- Agrupación de Electores Recortes Cero (Recortes Cero): Nuria Suárez.[77][78]
La Agrupación de Electores fue apoyada por la Unificación Comunista de España (UCE),[79] donde militaba la cabeza de lista,[80] Los Verdes-Grupo Verde (LV-GV),[81] el Grupo Verde Europeo (GVE), el Partido de la Transparencia Democrática (PTD), el Partido Demócrata Social y Autonomista (PDSA), el Partido Los Parados, la Alternativa Calviá,[82] y el Partido Carlista,[83] además de entidades como la Asociación Ecologista Planeta Verde y la Asociación Democracia Real Ya,[84] y unas cuarenta personalidades del mundo de la cultura como el pintor Antonio López, el director de cine Daniel Calparsoro, el escritor Juan Goytisolo o el cantautor Luis Eduardo Aute.[85]

- Alternativa Republicana (ALTER): Alfonso José Vázquez.[86]

- Ciudadanos Libres Unidos (CILUS): Félix Laudelino de la Fuente.[87]

- Confederación Pirata - European Pirates (PIRATAS): Rubèn-Dario Castañé.[88]
La Confederación Pirata, formada por Piratas de Andalucía, Piratas de Aragón, Pirates de Catalunya, Piratas de la Comunidad Valenciana, Piratas de Extremadura, Piratas de Galicia, Piratas de La Rioja y Piratas de Madrid, se constituyó poco antes de las elecciones europeas para presentarse de manera conjunta.[89][90] Piratas forma parte del Partido Pirata Europeo y apoyó las candidaturas de Amelia Andersdotter y Peter Sunde para Presidente de la Comisión Europea.[91]

- Democracia Nacional (DN): Luis Tomás Zapater.[92]
DN participa dentro del partido europeo EuroNat, que no presenta candidato a la presidencia de la Comisión Europea.

- Escaños en Blanco (EB): Luis Prado García.[93]

- Extremadura Unida (EXU): José María Gijón.[94]

- Extremeños por Europa Coalición electoral IPEX PREX CREX: José Luis Velilla.[95]
Coalición Extremeña PREx-CREx e Independientes por Extremadura (IPEX) decidieron acudir de manera conjunta a las elecciones para darse a conocer a todos los ciudadanos extremeños de España.[96]

- Falange Española de las JONS (FE JONS): Norberto Pico.[97]

- Impulso Social: Rafael López-Diéguez.[98]
Impulso Social es una coalición formada para las elecciones europeas integrada por el Partido Familia y Vida (PFyV), la Comunión Tradicionalista Carlista (CTC) y Alternativa Española (AES).

- Iniciativa Feminista (IFem): Juana María Santana.[99]

- La España en Marcha (LEM): Jesús Muñoz Martínez.[100]
La candidatura nació como una plataforma que aunaba los partidos Nudo Patriótico Español (NPe), La Falange (FE), Alianza Nacional (AN) y Movimiento Católico Español contra el independentismo en Cataluña y que se constituyó como coalición de cara a las elecciones europeas.

- Movimiento Corriente Roja (MCR): Antonio Rodríguez Carrillo.[101]

- Movimiento de Renovación Democrática de la Ciudadanía (Movimiento RED): Elpidio José Silva.[102]

- Movimiento Social Republicano (MSR): Juan Antonio Llopart.[103]
La candidatura forma parte de la Alianza Europea de Movimientos Nacionales con partidos como el Frente Nacional de Francia. Si bien, no presentan candidato a la presidencia de la Comisión Europea.

- Partido Andalucista (PA): Pilar Távora.[15]
El partido decidió presentarse por solitario a las elecciones tras haber participado en campañas anteriores de la Coalición por Europa. El PA está integrado en la Alianza Libre Europea.

- Partido Animalista Contra el Maltrato Animal (PACMA): Laura Duarte.[104][105]

- Partido Comunista de los Pueblos de España (PCPE): Carmelo Suárez.[106]
El PCPE forma parte de la Iniciativa Comunista Europea, junto a partidos como el Partido Comunista de Grecia (KKE).[107]

- Partido da Terra (PT): Isaac Zas Neira.[108]

- Partido de la Libertad Individual (P-LIB): Juan Pina.[109][110]

- Partido Humanista (PH): Arturo Viloria.[111]

- Partido X, Partido del Futuro (Partido X): Hervé Falciani.[112][113]
El Partido X es un partido nacido en enero de 2013 y cuenta con el apoyo de diversas entidades como 15MpaRato o X.Net.[114] A las elecciones acudirá con el partido Hartos.org, tras un acuerdo firmado el 29 de abril de 2014.[115]

- Podemos: Pablo Iglesias Turrión siendo sustituido en 2015 como portavoz de Podemos en el Parlamento Europeo por Tania González Peñas.[116][117]
Su candidatura ha sido apoyada por Izquierda Anticapitalista (IA), Compromisu por Asturies[118] y Partido del Trabajo Democrático (PTD).[119] El partido apoyará a Alexis Tsipras, candidato del Partido de la Izquierda Europea para Presidente de la Comisión Europea.[120]

- Por la República, Por la Ruptura con la Unión Europea (RRUE): Antonio Criado Barbero.[101]

- Proyecto Europa: Rubén Vañó.[121]
La candidatura estuvo formada por Acció Nacionalista Valenciana (ACNV), Bloque Aragonés (BAR), Partido Regionalista por Andalucía Oriental (PRAO), Renovación Política (RePo) y Unio.

- Salamanca-Zamora-León (PREPAL): Francisco Iglesias Carreño.[122]

- Solidaridad y Autogestión Internacionalista (SAiN): María Elena García San Segundo.[123]

- Vox: Alejo Vidal-Quadras.[124]
Vox es un partido creado a inicios de 2014 por diversos exmilitantes del Partido Popular como Santiago Abascal Conde, secretario general, y donde entraron posteriormente otros como Alejo Vidal-Quadras, presidente y candidato a las elecciones europeas. Además, recibió el apoyo del Partido Populares en Libertad (PPL), formado por exmiembros del PP de Melilla,[125] y de Sociedad Civil y Democracia.

### Candidaturas no proclamadas
De las 41 candidaturas presentadas, la Junta Electoral Central rechazó dos, las de Los Verdes Ecopacifistas (Centro Moderado) (LVE) y el Movimiento por la Unidad del Pueblo Canario (MPUC), al presentar 37 y 20 nombres respectivamente, frente a los 54 obligatorios.
Además, anunciaron su intención de presentarse, pero no formalizaron candidatura los partidos Demos+, que finalmente dio su apoyo a la coalición Primavera Europea, Unidad Regionalista de Castilla y León, por la dificultad en la obtención de avales, y Soluciona. Además, las coaliciones Units per Declarar la Independencia Catalana, de Identitat Catalana y Veins Independents d'Arenys de Mar, y Per la República Valenciana, de Esquerra Nacionalista Valenciana (ENV-URV) y República Valenciana/Partit Valencianista Europeu, anunciaron al Ministerio del Interior la creación de la coalición, pero no formalizaron la candidatura.

## Campaña electoral
La campaña electoral arrancó en la medianoche del viernes 9 de mayo. Si bien, un accidente de tráfico en Badajoz, donde murieron un adulto y cuatro niños, y otros doce salieron heridos, hizo que se suspendiera el inicio de campaña en Extremadura, y se redujera en el resto de España, como señal de duelo.

### Lemas electorales
Los eslóganes de campaña utilizados por los partidos políticos fueron los siguientes:
- Partido Popular: Lo que está en juego es el futuro.[131]
- Partido Socialista Obrero Español: Tú mueves Europa.[132]
- Coalición por Europa.
  - CIU: Ganémonos Europa.[133]
  - PNV: Otra Euskadi, más Europa.[134]
  - CC: Exigente por Canarias.[135]
  - CxG: Toma a palabra.[136]
- La Izquierda Plural: El poder de la gente.[137]
  - ICV: Nuestros derechos: nuestra dignidad.[138]
  - Anova-EU: Es la hora del pueblo.[139]
- Unión Progreso y Democracia: La unión hace la fuerza.[140]
- L'Esquerra pel Dret a Decidir: Comencemos el nuevo país. Ahora, en Europa.[141]
- Los Pueblos Deciden.
  - EH Bildu: Los pueblos deciden.[134]
  - BNG: ¡Rebélate por tus derechos!.[142]
- Primavera Europea: Por una Europa de las personas.[143]
  - Compromís: Por una Europa de las personas.[144]
  - Equo: Por fin, la primavera.[145]
  - CHA: La Europa de las personas.[146]
- Foro de Ciudadanos: Decisivos en Europa.[147]
- Ciudadanos – Partido de la Ciudadanía: La fuerza de la unión.[140]
- Podemos: ¿Cuándo fue la última vez que votaste con ilusión?.[148]
- PCPE: Por la salida del Euro la UE y la OTAN.[149]

### Aspectos relevantes de la campaña
Durante los 15 días que duró la campaña electoral, entre el viernes 9 de mayo y el viernes 23 de mayo, se comentaron y debatieron, mayoritariamente, los siguientes temas:

#### Economía y situación de España
Son las primeras elecciones europeas desde la aparición del 15M.

#### Asesinato de Isabel Carrasco
El lunes 12 de mayo, Isabel Carrasco, presidenta de la Diputación Provincial de León y del PP en León, fue asesinada en plena vía pública de León mientras se dirigía a un mitin electoral en Valladolid. Las primeras investigaciones apuntaron a una venganza como móvil del crimen, ya que las dos mujeres detenidas por este suceso estaban afiliadas al PP,  y una de ellas había sido despedida del organismo provincial.
Este suceso ocasionó una nueva suspensión de la campaña electoral, por algo más de 24 horas, de Partido Popular, Partido Socialista, Unión Progreso y Democracia, Izquierda Unida, Ciudadanos – Partido de la Ciudadanía, así como los integrantes de Coalición por Europa y L'Esquerra pel Dret a Decidir y partidos minoritarios como Vox o Podemos. Si bien, EH Bildu y Bloque Nacionalista Galego, integrantes de Los Pueblos Deciden, así como algunos partidos minoritarios, decidieron no paralizar su campaña.

#### Comentarios ofensivos en las redes sociales
Tras la muerte de Isabel Carrasco, en la red social Twitter se lanzaron mensajes justificando y apoyando la muerte de la política. Estos fueron condenados por la gran mayoría de partidos políticos que se presentaban a las elecciones, e incluso dentro del Partido Socialista Obrero Español, una concejal de Villagarcía de Arosa que dijo que "no quiero comentar pero quien siembra vientos recoge tempestades" se vio obligada a pedir perdón y dimitir.
Por su parte, el Ministerio del Interior calificó de "bochornosos" estos mensajes, los comparó con la Yihad, y afirmó que "hay que limpiar las redes de indeseables", mientras que la Fiscalía prometió "máximo rigor" contra los comportamientos que "deterioren la convivencia". Posteriormente, la Policía Nacional realizó diversas investigaciones y detenciones, entre ellos dos jóvenes de Valencia, acusados de proposición para delinquir y amenazas de muerte.

#### Polémica sobre los comentarios sexistas de Miguel Arias Cañete
En el debate cara a cara entre Miguel Arias Cañete (PP) y Elena Valenciano (PSOE), la candidata socialista dio a conocer una frase del candidato popular, realizada en noviembre del año 2000, en la que afirmaba que "el regadío hay que utilizarlo como a las mujeres, con mucho cuidado, que le pueden perder a uno". Valenciano calificó a Cañete de machista mientras que el candidato popular se defendió diciendo que esta frase estaba "fuera de contexto".
Al día siguiente, en una entrevista realizada para Espejo Público de Antena 3, Cañete indicó que "el debate entre un hombre y una mujer es muy complicado" y que "si haces un abuso de superioridad intelectual, parece que eres un machista y estás acorralando a una mujer indefensa", afirmando que "con toda la apelación al populismo, con todas las medias verdades o mentiras, si soy yo mismo, me temo. Entraría a matar". Tras estas palabras, la propia candidata del PSOE preguntó en Twitter si había que hacer fuera de los debates a las mujeres, a lo que Cañete respondió que "para mí es más difícil, me cuesta más".
Estas declaraciones ocasionaron una gran ofensiva de la izquierda española. Por ejemplo, Cayo Lara (IU) indicó que Cañete "ha orinado fuera del tiesto" destacando "el concepto machista" de la relación con la mujer, mientras que Alfredo Pérez Rubalcaba (PSOE) calificó las declaraciones de "machismo", "soberbia" y "clasismo". También se realizaron críticas desde los líderes del Partido de los Socialistas Europeos, como del presidente del partido Hannes Swoboda que afirmó que “Rajoy y Cañete son machos ignorantes. Los progresistas luchamos por la igualdad”, o del candidato Martin Schulz que escribió en Twitter: "en apoyo a Elena Valenciano y mis amigos del PSOE, mi compromiso con la igualdad de género y condena al sexismo”.
Tras toda la polémica, comenzó una campaña entre los socialistas europeos para evitar que Miguel Arias Cañete fuera elegido en un cargo de responsabilidad de las instituciones europeas tras las elecciones, como era deseo del Partido Popular. Además, el PP decidió suspender gran parte de las entrevistas con los medios de comunicación, dejando solo la obligatoria con Los desayunos de TVE y una con la Cadena COPE.

### Debates electorales
La Sexta organizó dos debates dentro de su programa La Sexta Noche. En primer lugar, y poco antes de comenzar la campaña electoral, tuvo lugar un debate entre seis de los partidos minoritarios que se presentan a estas elecciones, donde participaron Javier Nart de Ciudadanos – Partido de la Ciudadanía, Alejo Vidal-Quadras de Vox, Pablo Iglesias de Podemos, Jordi Sebastià de Primavera Europea, Laura Duarte del Partido Animalista Contra el Maltrato Animal y Elpidio José Silva del Movimiento de Renovación Democrática de la Ciudadanía. Posteriormente, ya en campaña electoral, tuvo lugar un segundo debate con candidatos de los cuatro partidos mayoritarios, en el que participaron Pilar del Castillo por el PP, Ramón Jáuregui por el PSOE, Paloma López por La Izquierda Plural y Mayte Pagazaurtundua por UPyD.
El 15 de mayo, la Academia de las Ciencias y las Artes de Televisión de España organizó el único debate cara a cara, de las elecciones europeas en España, entre Miguel Arias Cañete (PP) y Elena Valenciano (PSOE), que fue visto por 2,5 millones de espectadores con un 12,7% de cuota de pantalla. El mismo fue emitido por La 1, 13 TV, Intereconomía TV y las páginas web de medios de comunicación que así lo solicitaron, y fue moderado por María Casado, periodista de Televisión Española. El debate, que en un principio estaba previsto para el martes 13, pero fue suspendido por el fallecimiento de Isabel Carrasco, giró en torno a cinco bloques: políticas económicas, políticas sociales, políticas sectoriales, derechos y libertades y futuro de la Unión Europea.
Justo antes, el Canal 24 horas y el 3/24 de Cataluña, junto a televisiones de toda Europa integradas en la Unión Europea de Radiodifusión, emitieron el debate entre candidatos a Presidente de la Comisión Europea, del que tomaron parte Jean Claude Juncker, del Partido Popular Europeo, Martin Schulz, del Partido de los Socialistas Europeos, Guy Verhofstadt, del Partido de la Alianza de los Liberales y Demócratas por Europa, Ska Keller, del Partido Verde Europeo, y Alexis Tsipras, del Partido de la Izquierda Europea. Esta emisión, en el Canal 24 horas, fue vista por 89.000 personas, lo que representó tan solo el 0,6% de la audiencia.
El segundo debate español entre cabezas de lista fue el lunes 19 de mayo, con la organización de Televisión Española para La 1 y con los partidos con representación en el Parlamento Europeo. Participaron Esteban González Pons del Partido Popular, Ramón Jáuregui del Partido Socialista Obrero Español, Ramón Tremosa de Coalición por Europa, Willy Meyer de La Izquierda Plural, Francisco Sosa Wagner de Unión Progreso y Democracia y Josep Maria Terricabras de L'Esquerra pel Dret a Decidir, ya que Esquerra Republicana de Catalunya fue quien lideró la coalición Europa de los Pueblos - Verdes en las elecciones europeas de 2009. El debate tuvo una discreta audiencia ya que fue visto por 838.000 espectadores, un 4,2% de cuota de pantalla.
Además, en Cataluña se han realizado diversos debates que han girado en torno al derecho de autodeterminación. El primero de ellos fue una cara a cara que realizó 8tv, el 12 de mayo, entre Ramon Tremosa de CIU y Javier Nart de Cs. El segundo fue un gran debate en TV3, el 22 de mayo, entre Javier López del PSC, Ramon Tremosa de CIU, Santiago Fisas del PPC, Josep Maria Terricabras de EPDD, Ernest Urtasun de ICV-EUiA y María Teresa Giménez Barbat de UPyD, del que quedó excluido el candidato de Cs al no haber conseguido representación en las elecciones europeas de 2009. El tercero y último se tenía que celebrar en 8tv el 23 de mayo con los mismos candidatos que el de TV3, entre ellos la candidata de UPyD tras una sentencia de la Junta Electoral Provincial, además del candidato de Cs Javier Nart, pero fue suspendido por la retirada la misma tarde de los candidatos de ERC, CiU y PPC.
Por último, esta campaña se ha caracterizado por los debates más allá de los principales partidos. El diario Público, dentro de los foros Espacio Público, realizó un debate televisado y solo emitido en Internet con la presencia de Enrique Guerrero del PSOE, Manuel Monereo de IU, Noelia Losada de UPyD, Joan Tardà de EPDD, Guillermo Rodríguez de Primavera Europea y Juan Carlos Monedero de Podemos. Incluso la red social Twitter fue lugar de varios debates, como el realizado el 15 de mayo entre partidos minoritarios como Confederación Pirata, Partido Andalucista, Primavera Europea, Ciudadanos – Partido de la Ciudadanía, Podemos... realizado bajo el hastag #DbtEU14.

## Encuestas
| Encuesta                            | PP    | PSOE  | Izquierda Plural | UPyD  | CEU  | EPDDa | LPDa | EdP-Va | Primavera Europeaa | Cs   | Vox  | Podemos | Partido X | Otros | En blanco |
| ----------------------------------- | ----- | ----- | ---------------- | ----- | ---- | ----- | ---- | ------ | ------------------ | ---- | ---- | ------- | --------- | ----- | --------- |
| NC Report/La Razón(19-05-14)        | 32,5% | 29,7% | 11,8%            | 6,1%  | -    | -     | -    | -      | -                  | -    | -    | -       | -         | -     | -         |
| Escaños                             | 19-20 | 18-19 | 6-7              | 3     | 2    | 1-2   | 0-1  | -      | 1                  | 1    | -    | 0-1     | -         | -     | -         |
| Celeste-Tel/El Diario(19-05-14)     | 31,5% | 30,5% | 9,9%             | 6,0%  | 4,2% | 2,7%  | 2,1% | -      | 2,3%               | 3,5% | 1,4% | 2,1%    | -         | 3,8%  | -         |
| Escaños                             | 19    | 18    | 6                | 3     | 2    | 1     | 1    | -      | 1                  | 2    | 0    | 1       | -         | -     | -         |
| Sigma Dos/El Mundo(19-05-14)        | 33,8% | 25,7% | 10,3%            | 6,2%  | 5,2% | 2,8%  | 1,6% | -      | 1,5%               | 2,9% | 1,3% | 3,1%    | -         | 5,6%  | -         |
| Escaños                             | 21-22 | 15-16 | 6                | 3-4   | 3    | 1     | 0-1  | -      | 0-1                | 1    | 0    | 1-2     | -         | -     | -         |
| GAD3/ABC(19-05-14)                  | 33,8% | 27,9% | 8,9%             | 5,3%  | 5,0% | 3,2%  | 1,8% | -      | 1,4%               | 2,9% | -    | 3,5%    | -         | -     | -         |
| Escaños                             | 21-22 | 17-18 | 5                | 3     | 3    | 1-2   | 1    | -      | 0-1                | 1-2  | -    | 1-2     | -         | -     | -         |
| Metroscopia/El País(18-05-14)       | 32,6% | 31,1% | 11,0%            | 4,5%  | 4,3% | 5,6%  | -    | -      | 1,7%               | 2,3% | -    | 2,4%    | -         | -     | -         |
| Escaños                             | 19    | 19    | 6                | 2     | 2    | 3     | -    | -      | 1                  | 1    | -    | 1       | -         | -     | -         |
| DYM/Libertad Digital(18-05-14)      | 33,5% | 25,7% | 12,2%            | 7,0%  | 7,9% | 3,5%  | -    | -      | 0,3%               | 1,7% | 2,0% | 2,4%    | 1,7%      | 2,1%  | -         |
| Escaños                             | 19    | 15-16 | 6-7              | 3-4   | 3-4  | 2     | -    | -      | 0                  | 0-1  | 1    | 1-2     | 0-1       | -     | -         |
| Celeste-Tel/El Diario(14-05-14)     | 31,7% | 30,8% | 10,1%            | 6,1%  | 4,2% | 2,5%  | 2,0% | -      | 2,5%               | 2,8% | 1,6% | 2,0%    | -         | 3,7%  | -         |
| Escaños                             | 19-20 | 18-19 | 6                | 3-4   | 2    | 1     | 1    | -      | 1                  | 1    | 0-1  | 1       | -         | -     | -         |
| Feedback/La Vanguardia(11-05-14)    | 33,1% | 29,8% | 10,3%            | 6,3%  | 5,6% | 3,4%  | 1,8% | -      | -                  | 2,9% | -    | -       | -         | 7,0%  | -         |
| Escaños                             | 20    | 18    | 6                | 3     | 3    | 2     | 1    | -      | 0                  | 1    | 0    | 0       | -         | -     | -         |
| NC Report/La Razón(11-05-14)        | 32,8% | -     | -                | -     | -    | -     | -    | -      | -                  | -    | -    | -       | -         | -     | -         |
| Escaños                             | 19-20 | 17-18 | 7-8              | 3-4   | 2-3  | 1-2   | 1    | -      | 1                  | 1    | -    | 0-1     | -         | -     | -         |
| Sigma Dos/El Mundo(11-05-14)        | 34,9% | 28,4% | 8,8%             | 5,6%  | 5,5% | -     | 1,6% | -      | -                  | 2,3% | -    | 1,8%    | -         | -     | -         |
| Escaños                             | 20    | 19    | 5                | 3     | 3    | 1     | 1    | -      | 0                  | 1    | 0    | 1       | -         | -     | -         |
| Sigma Dos/El Mundo(04-05-14)        | 34,3% | 29,7% | -                | -     | -    | -     | -    | -      | -                  | -    | -    | 1,6%    | -         | -     | -         |
| Escaños                             | 21-22 | 18-19 | 5                | 3     | 3    | 1     | 0    | -      | 0                  | 1    | -    | 1       | -         | -     | -         |
| Demoscopia/esRadio(03-05-14)        | 32,7% | 30,5% | 12,4%            | 7,8%  | 4,5% | 2,3%  | 1,8% | -      | -                  | 1,9% | 1,8% | -       | -         | 4,3%  | -         |
| Escaños                             | 19    | 18    | 7                | 4     | 2    | 1     | 1    | -      | -                  | 1    | 1    | -       | -         | -     | -         |
| Metroscopia/El País(27-04-14)       | 32,6% | 32,2% | 12,0%            | 4,6%  | 4,7% | 4,2%  | 1,5% | -      | 1,8%               | 2,1% | 0,7% | 1,3%    | -         | 1,2%  | -         |
| Escaños                             | 20    | 19    | 7                | 2     | 2    | 2     | 0    | -      | 1                  | 1    | 0    | 0       | -         | -     | -         |
| GAD3/ABC(27-04-14)                  | 33,2% | 28,6% | 10,7%            | 6,7%  | 4,9% | 2,3%  | 2,2% | -      | -                  | -    | -    | -       | -         | -     | -         |
| Escaños                             | 21    | 18    | 6                | 4     | 3    | 1     | 1    | -      | -                  | -    | -    | -       | -         | -     | -         |
| CIS(27-04-14)                       | 33,7% | 31,0% | 9,3%             | 5,3%  | 5,5% | 3,7%  | 2,1% | -      | 1,2%               | 1,2% | 0,5% | 1,8%    | -         | 2,5%  | 2,1%      |
| Escaños                             | 20-21 | 18-19 | 5                | 3     | 3    | 2     | 1    | -      | 0                  | 0    | 0    | 1       | -         | -     | -         |
| Sigma Dos/El Mundo(20-04-14)        | 33,1% | 30,2% | 10,4%            | 7,2%  | 4,2% | 3,2%  | 1,3% | -      | 1,1%               | 2,3% | 1,1% | 1,2%    | -         | 4,7%  | -         |
| Escaños                             | 20-21 | 18-19 | 6                | 4     | 2    | 2     | 0    | -      | 0                  | 1    | 0    | 0       | -         | -     | -         |
| Invymark/La Sexta(13-04-14)         | 32,8% | 30,4% | 13,0%            | 9,0%  | -    | -     | -    | -      | -                  | -    | -    | -       | -         | 14,8% | -         |
| Escaños                             | -     | -     | -                | -     | -    | -     | -    | -      | -                  | -    | -    | -       | -         | -     | -         |
| NC Report/La Razón(02-04-14)        | 30,4% | 28,3% | 12,1%            | 7,3%  | 4,5% | -     | -    | 3,9%   | 3,2%               | 2,8% | 2,2% | -       | -         | 5,3%  | -         |
| Escaños                             | 18-19 | 16-17 | 7-8              | 4-5   | 2-3  | -     | -    | 2      | 1-2                | 1    | 1    | -       | -         | -     | -         |
| Metroscopia/El País(22-03-14)       | 25,7% | 29,0% | 14,1%            | 8,4%  | 4,0% | 4,5%  | 1,8% | -      | 1,2%               | 2,0% | 0,9% | 0,8%    | -         | 3,4%  | 4,2%      |
| Escaños                             | 16    | 18    | 9                | 5     | 2    | 2     | 1    | -      | 0                  | 1    | 0    | 0       | -         | -     | -         |
| Invymark/La Sexta(22-03-14)         | 32,6% | 30,9% | 13,2%            | 9,2%  | -    | -     | -    | -      | -                  | -    | -    | -       | -         | 14,1% | -         |
| Escaños                             | -     | -     | -                | -     | -    | -     | -    | -      | -                  | -    | -    | -       | -         | -     | -         |
| Metroscopia/El País(23-02-14)       | 26,3% | 28,1% | 14,5%            | 8,1%  | 5,1% | 3,3%  | -    | -      | -                  | 1,7% | -    | -       | -         | -     | -         |
| Escaños                             | 16    | 18    | 9                | 5     | 3    | 2     | -    | -      | -                  | 1    | -    | -       | -         | -     | -         |
| GAD3/ABC(17-02-14)                  | 31,2% | 29,2% | 11,1%            | 7,7%  | 5,1% | -     | -    | 3,4%   | -                  | -    | -    | -       | -         | -     | -         |
| Escaños                             | 20    | 18    | 7                | 4     | 3    | -     | -    | 2      | -                  | -    | -    | -       | -         | -     | -         |
| DYM/El Confidencial(14-02-14)       | 28,2% | 30,3% | 13,5%            | 6,3%  | 3,0% | 4,8%  | -    | -      | -                  | -    | -    | -       | -         | 14,0% | -         |
| Escaños                             | 17    | 19    | 7                | 3     | 1    | 2     | -    | -      | -                  | -    | -    | -       | -         | 5     | -         |
| NC Report/La Razón(03-02-14)        | 30,1% | 28,1% | 12,4%            | 7,7%  | -    | -     | -    | 4,2%   | 3,1%               | 2,9% | 3,8% | -       | -         | -     | -         |
| Escaños                             | 18-19 | 17-18 | 7-8              | 4-5   | 2-3  | -     | -    | 2      | 1-2                | 1    | 1    | -       | -         | -     | -         |
| GESOP/El Periódico(03-02-14)        | 31,6% | 28,0% | 11,5%            | 9,3%  | 5,2% | -     | -    | 3,4%   | -                  | 3,1% | -    | -       | -         | -     | -         |
| Escaños                             | -     | -     | -                | -     | -    | -     | -    | -      | -                  | -    | -    | -       | -         | -     | -         |
| Metroscopia/El País(26-01-14)       | 26,4% | 28,0% | 14,5%            | 8,0%  | 5,3% | -     | -    | 5,1%   | -                  | 2,0% | -    | -       | -         | -     | -         |
| Escaños                             | 16    | 17    | 9                | 5     | 3    | -     | -    | 3      | -                  | 1    | -    | -       | -         | -     | -         |
| La Sexta(29-12-13)                  | 34,5% | 31,7% | 12,4%            | 9,0%  | -    | -     | -    | -      | -                  | -    | -    | -       | -         | 12,4% | -         |
| Escaños                             | -     | -     | -                | -     | -    | -     | -    | -      | -                  | -    | -    | -       | -         | -     | -         |
| Metroscopia/El País(18-11-13)       | 29,0% | 27,9% | 14,3%            | 8,2%  | 4,3% | -     | -    | 5,5%   | -                  | -    | -    | -       | -         | -     | -         |
| Escaños                             | 18    | 17    | 9                | 5     | 2    | -     | -    | 3      | -                  | -    | -    | -       | -         | -     | -         |
| NC Report/La Razón(04-11-13)        | 32,0% | 27,9% | 12,7%            | 8,9%  | 5,0% | -     | -    | 4,8%   | 2,8%               | -    | -    | -       | -         | 4,0%  | 1,9%      |
| Escaños                             | 19-20 | 16-17 | 7-8              | 5-6   | 2-3  | -     | -    | 2-3    | 1-2                | -    | -    | -       | -         | -     | -         |
| Simple Lógica(03-08-13)             | 33,6% | 25,9% | 11,6%            | 11,1% | 5,5% | -     | -    | 4,4%   | -                  | -    | -    | -       | -         | 7,9%  | -         |
| Escaños                             | -     | -     | -                | -     | -    | -     | -    | -      | -                  | -    | -    | -       | -         | -     | -         |
| DYM/Zoom News(08-07-13)             | 31,6% | 27,9% | 18,1%            | 5,5%  | 6,0% | -     | -    | 5,9%   | -                  | -    | -    | -       | -         | 5,0%  | -         |
| Escaños                             | 19    | 16    | 10               | 3     | 3    | -     | -    | 3      | -                  | -    | -    | -       | -         | -     | -         |
| GESOP/El Periódico(05-07-13)        | 32,1% | 28,5% | 12,4%            | 9,0%  | 3,5% | -     | -    | 4,0%   | -                  | -    | -    | -       | -         | -     | -         |
| Escaños                             | 20-21 | 17-18 | 7-8              | 5-6   | 1-2  | -     | -    | 2      | -                  | -    | -    | -       | -         | -     | -         |
| Metroscopia/El País(08-06-13)       | 27,2% | 26,0% | 14,7%            | 10,3% | 4,8% | -     | -    | 5,1%   | -                  | -    | -    | -       | -         | -     | -         |
| Escaños                             | 17    | 16    | 9                | 6     | 3    | -     | -    | 3      | -                  | -    | -    | -       | -         | -     | -         |
| Sondaxe/La Voz de Galicia(19-04-13) | 29,6% | 26,7% | 11,0%            | 9,0%  | -    | -     | -    | -      | -                  | -    | -    | -       | -         | -     | -         |
| Escaños b                           | 17 b  | 16 b  | 6 b              | 5 b   | -    | -     | -    | -      | -                  | -    | -    | -       | -         | 6 b   | -         |

a Las primeras encuestas se realizaron basándose en la anterior coalición de 2009 Europa de los Pueblos - Verdes (EdP-V).
b Sobre una hipotética asignación de 50 escaños.

## Votación y resultados
El 25 de mayo de 2014 entre las 9 de la mañana y las 9 de la noche, hora peninsular, se realizaron las votaciones en toda España, con una participación de 15.920.815 personas, lo que supone un 45,84% del censo electoral. Posteriormente, y tras computar el voto personas que residen permanentemente en el extranjero, la participación bajó al 43,81%, un porcentaje inferior al de las elecciones de 2009 y las elecciones de 2004, que fueron las convocatorias europeas con menor participación en España hasta la fecha.

### Incidencias
La jornada transcurrió sin incidencias graves en la mayoría del estado, más allá de los habituales retrasos de aperturas por falta de miembros de la mesa, las suspensiones temporales por errores en la votación o falta de papeletas, o el siliconado reivindicativo de cerraduras de colegios electorales, salvo en Cataluña y las provincias de Guadalajara y Cuenca.

#### Retirada de urnas del Multireferèndum en Cataluña

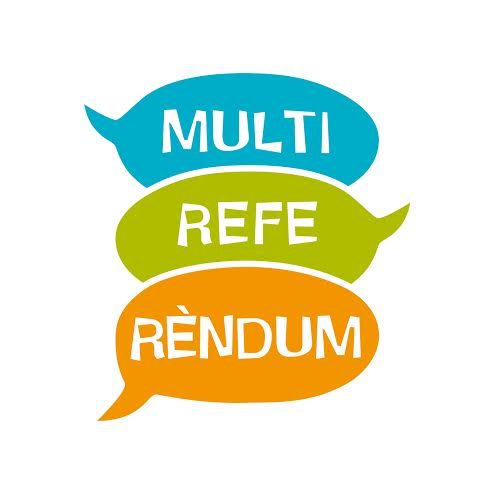
Logotipo del Multireferèndum 2014.

La iniciativa Multireferèndum 2014 se creó el 1 de junio de 2013 por la plataforma Som lo que Sembrem (Somos lo que sembramos en catalán) y la plataforma Aturem el Fracking (Paremos el Fracking en catalán) para realizar una consulta multitemática a la ciudadanía, coincidiendo con las elecciones europeas. Posteriormente se sumaron los partidos políticos Candidatura d'Unitat Popular y Pirates de Catalunya, así como las plataformas Auditoría ciutadana del Deute (Auditoría ciudadana de la deuda en catalán), Aturem Barcelona World (Paremos Barcelona World en catalán) y No a la MAT, entre otras.
La consulta contó con cuatro preguntas de temática general y una de local. Las generales giraron en torno a los cultivos y alimentos transgénicos, el derecho a referéndum vinculante para las Iniciativas Legislativas Populares (ILP), la deuda odiosa y el control democrático y directo de la energía. En cuanto a la pregunta de temática local, ésta fue diferente en función del territorio: En Tarragonés, Alto Campo y Bajo Campo se preguntó por el proyecto Barcelona World; en La Selva, Gironés, Alto Ampurdán y Bajo Ampurdán sobre las líneas de Muy Alta Tensión; y en la ciudad de Lérida sobre la municipalización del servicio de agua de la ciudad.
A pesar de ser prohibido días antes por la Junta Electoral Central, con el inicio de la jornada electoral arrancó la del Multireferèndum 2014 sin incidencias destacables, con 1500 voluntarios y 276 mesas de votación repartidas por toda Cataluña, aunque posteriormente, los Mozos de Escuadra levantaron 146 actas en mesas de votación. No fue hasta la tarde, tras las denuncias del Partido Popular y Vox, que la Junta Electoral Central ordenó la retirada de todos los puntos de votación. En total, se identificaron a 500 personas y se realizaron nueve denuncias contra organizadores.

#### Petición de suspensión en Guadalajara y Cuenca
En Guadalajara y Cuenca, Equo denunció que las papeletas de la coalición Primavera Europea, que en esa Comunidad Autónoma estaba formada por la propia Equo, Partido Castellano y Por un Mundo Más Justo, eran las correspondientes a Extremadura, con el partido Socialistas Independientes de Extremadura. La Junta Electoral Central decidió no suspender las elecciones y dar por válidas las papeletas extremeñas en ambas provincias, decisión que no convenció a Equo que recurrió en los tribunales pidiendo la repetición de las votaciones.

### Escrutinio
De las 39 candidaturas presentadas, diez de ellas obtuvieron representación. La lista más votada fue, por segunda vez consecutiva, la del Partido Popular con el Partido Socialista Obrero Español en segunda posición. Eso sí, ambos partidos perdieron representación respecto a las elecciones al Parlamento Europeo de 2009 pasando de sumar, entre ambos, un 82,05% de los votos y 44 escaños a un 49,10% de las papeletas y 30 escaños. Este hecho supuso, entre otras cosas, la entrada de Podemos, fundado meses antes y liderado por Pablo Iglesias Turrión, con 5 escaños; de Ciudadanos – Partido de la Ciudadanía, con 2 eurodiputados; y de Equo y Compromís, en Primavera Europea, con 1 representante.
Entre los partidos que ya tenían presencia en el Parlamento Europeo, prácticamente todos han crecido. La Izquierda Plural logró aumentar de 2 a 6 sus escaños, mientras que Unión Progreso y Democracia pasó de 1 a 4. Los regionales, por su parte, lograron nuevos escaños gracias a la subida de L'Esquerra pel Dret a Decidir y Los Pueblos Deciden, que anteriormente fueron en la candidatura de Europa de los Pueblos - Verdes, pasando de 1 escaño entre todos a 3, y al mantenimiento de Coalición por Europa, que repitió sus 3 escaños de 2009.

#### Resultados
| ← Elecciones al Parlamento Europeo de 2014 → |                                                                      |                            |                 |        |     |         |     |
| Datos de participación | Partido                                                              | Partido                    | Cabeza de lista | Votos  | %   | Escaños | +/- |
| - Censo: 36.514.084 - Votantes: 15.920.815 (45,84%) - Abstención: 18.810.754 (54,16%) - Válidos: 15.710.216 (43,02%) - A candidatura: 15.348.649 (42,03%) |                                                                      |                            |                 |        |     |         |     |
| | Partido Popular                                                      | Miguel Arias Cañete        | 4.098.339       | 26,09% | 16  | -8      |     |
| | Partido Socialista Obrero Español                                    | Elena Valenciano           | 3.614.232       | 23,01% | 14  | -9      |     |
| | La Izquierda Plural                                                  | Willy Meyer                | 1.575.308       | 10,03% | 6 a | +4      |     |
| | Podemos                                                              | Pablo Iglesias Turrión     | 1.253.837       | 7,98%  | 5   | +5      |     |
| | Unión Progreso y Democracia                                          | Francisco Sosa Wagner      | 1.022.232       | 6,51%  | 4   | +3      |     |
| | Coalición por Europa                                                 | Ramon Tremosa              | 851.971         | 5,42%  | 3 b | =       |     |
| | L'Esquerra pel Dret a Decidir                                        | Josep Maria Terricabras    | 630.072         | 4,01%  | 2 c | +1      |     |
| | Ciudadanos – Partido de la Ciudadanía                                | Javier Nart                | 497.146         | 3,16%  | 2   | +2      |     |
| | Los Pueblos Deciden                                                  | Josu Juaristi              | 326.464         | 2,08%  | 1   | +1      |     |
| | Primavera Europea                                                    | Jordi Sebastià             | 302.266         | 1,92%  | 1   | +1      |     |
| | Vox                                                                  | Alejo Vidal-Quadras        | 246.833         | 1,57%  | 0   | =       |     |
| | Partido Animalista Contra el Maltrato Animal (PACMA)                 | Laura Duarte Domínguez     | 177.499         | 1,13%  | 0   | =       |     |
| | Escaños en Blanco (Eb)                                               | Luis Prado García          | 115.682         | 0,74%  | 0   | =       |     |
| | Movimiento de Renovación Democrática de la Ciudadanía (España) (RED) | Elpidio José Silva         | 105.666         | 0,67%  | 0   | =       |     |
| | Partido X, Partido del Futuro                                        | Hervé Falciani             | 100.561         | 0,64%  | 0   | =       |     |
| | Partido Andalucista (PA)                                             | Pilar Távora               | 49.523          | 0,32%  | 0   | =       |     |
| | Confederación Pirata - European Pirates (PIRATAS)                    | Rubén-Darío Castañé        | 38.690          | 0,25%  | 0   | =       |     |
| | Foro de Ciudadanos                                                   | Argimiro Rodríguez         | 32.962          | 0,21%  | 0   | =       |     |
| | Agrupación de Electores de Discapacitados y Enfermedades Raras       | Eduard Carreras            | 32.833          | 0,21%  | 0   | =       |     |
| | Recortes Cero                                                        | Nuría Suárez               | 30.827          | 0,20%  | 0   | =       |     |
| | Partido Comunista de los Pueblos de España (PCPE)                    | Carmelo Suárez             | 29.324          | 0,19%  | 0   | =       |     |
| | Iniciativa Feminista (IFem)                                          | Juana María Santana        | 23.140          | 0,15%  | 0   | =       |     |
| | Falange Española de las JONS (FE-JONS)                               | Norberto Pico              | 21.687          | 0,14%  | 0   | =       |     |
| | Ciudadanos Libres Unidos (CILUS)                                     | Félix Laudelino            | 18.287          | 0,12%  | 0   | =       |     |
| | Impulso Social (AES-CTC-PFyV)                                        | Rafael López-Diéguez       | 17.879          | 0,11%  | 0   | =       |     |
| | La España en Marcha (LEM)                                            | Jesús Muñoz Martínez       | 17.035          | 0,11%  | 0   | =       |     |
| | Partido Humanista (PH)                                               | Arturo Viloria             | 14.896          | 0,09%  | 0   | =       |     |
| | Democracia Nacional (DN)                                             | Luis Tomás Zapater         | 13.079          | 0,08%  | 0   | =       |     |
| | Proyecto Europa                                                      | Rubén Vañó                 | 11.502          | 0,07%  | 0   | =       |     |
| | Partido da Terra (PT)                                                | Isaac Zas Neira            | 9.940           | 0,06%  | 0   | =       |     |
| | Partido de la Libertad Individual (P-LIB)                            | Juan Pina                  | 9.670           | 0,06%  | 0   | =       |     |
| | Movimiento Social Republicano (MSR)                                  | Juan Antonio Llopart       | 8.909           | 0,06%  | 0   | =       |     |
| | Extremadura Unida (EXU)                                              | José María Gijón           | 8.821           | 0,06%  | 0   | =       |     |
| | Alternativa Republicana (ALTER)                                      | Alfonso José Vázquez       | 8.593           | 0,05%  | 0   | =       |     |
| | Por la República, Por la Ruptura con la Unión Europea                | Antonio Criado Barbero     | 8.309           | 0,05%  | 0   | =       |     |
| | Solidaridad y Autogestión Internacionalista (SAIn)                   | María Elena García         | 6.929           | 0,04%  | 0   | =       |     |
| | Salamanca-Zamora-León (PREPAL)                                       | Francisco Iglesias Carreño | 6.759           | 0,04%  | 0   | =       |     |
| | Extremeños por Europa Coalición electoral IPEX PREX CREX             | José Luis Velilla          | 5.967           | 0,04%  | 0   | =       |     |
| | Movimiento Corriente Roja (MCR)                                      | Antonio Rodríguez Carrillo | 4.980           | 0,03%  | 0   | =       |     |

a De ellos, 4 de IU, 1 de ICV y 1 de Anova.

b De ellos, 1 de CDC, 1 del PNV y 1 de UDC.

c De ellos, 1 independiente vinculado a ERC y 1 de NECat.

##### Por comunidades autónomas (resultados provisionales)
| Comunidad autónoma | PP | PSOE | IP | Pod. | UPyD | CEU | EPDD | C's | LPD | PE | Dif. | Part. |
| ------------------ | -- | ---- | -- | ---- | ---- | --- | ---- | --- | --- | -- | ---- | ----- |

| Andalucía            | 25,9 | 35,1 | 11,6 | 7,1  | 7,1  | 0,0  | 0,0  | 1,7 | 0,1  | 1,0 | -9,2  | 43,1 |
| Aragón               | 27,9 | 24,3 | 9,4  | 9,5  | 8,5  | 0,1  | 0,1  | 2,9 | 0,3  | 4,5 | +3,6  | 46,9 |
| Asturias             | 24,1 | 26,1 | 12,9 | 13,7 | 6,0  | 0,0  | 0,0  | 2,5 | 0,4  | 1,0 | -2,0  | 43,2 |
| Cantabria            | 34,7 | 24,3 | 9,0  | 9,2  | 8,2  | 0,2  | 0,0  | 3,0 | 0,2  | 1,3 | +10,4 | 46,9 |
| Castilla-La Mancha   | 37,7 | 28,7 | 8,7  | 6,4  | 7,2  | 0,1  | 0,0  | 2,2 | 0,1  | 0,8 | +9,0  | 47,1 |
| Castilla y León      | 37,6 | 23,4 | 8,3  | 8,2  | 8,4  | 0,1  | 0,0  | 2,7 | 0,1  | 0,9 | +14,2 | 48,5 |
| Cataluña             | 9,8  | 14,3 | 10,3 | 4,7  | 1,3  | 21,9 | 23,7 | 6,3 | 0,3  | 0,3 | -1,8  | 47,6 |
| Comunidad de Madrid  | 29,9 | 18,9 | 10,5 | 11,3 | 10,6 | 0,1  | 0,1  | 4,8 | 0,1  | 2,0 | +11,0 | 48,5 |
| Comunidad Valenciana | 29,1 | 21,6 | 10,4 | 8,2  | 8,5  | 0,1  | 0,5  | 2,9 | 0,1  | 7,9 | +7,5  | 50,0 |
| Extremadura          | 35,5 | 38,7 | 6,3  | 4,8  | 5,4  | 0,1  | 0,0  | 1,0 | 0,1  | 0,6 | -3,2  | 45,2 |
| Galicia              | 35,2 | 21,7 | 10,5 | 8,3  | 3,5  | 1,0  | 0,1  | 1,6 | 7,9  | 0,7 | +13,5 | 45,5 |
| Islas Baleares       | 27,5 | 22,0 | 8,9  | 10,3 | 6,7  | 0,5  | 7,3  | 2,3 | 0,3  | 2,1 | +5,5  | 36,5 |
| Islas Canarias       | 23,3 | 22,2 | 10,5 | 11,0 | 6,9  | 12,2 | 0,1  | 1,4 | 0,6  | 1,0 | +1,1  | 37,8 |
| La Rioja             | 38,5 | 23,7 | 8,1  | 7,5  | 9,0  | 0,1  | 0,1  | 2,3 | 0,2  | 1,3 | +14,8 | 50,1 |
| Murcia               | 37,5 | 20,7 | 9,7  | 7,6  | 9,5  | 0,1  | 0,0  | 3,6 | 0,1  | 0,9 | +16,8 | 43,5 |
| Navarra              | 25,1 | 14,5 | 9,5  | 9,4  | 4,6  | 2,5  | 0,2  | 1,8 | 20,1 | 1,6 | +5,0  | 46,4 |
| País Vasco           | 10,2 | 13,8 | 5,6  | 6,9  | 3,3  | 27,5 | 0,1  | 0,8 | 23,4 | 1,5 | -4,1  | 44,5 |
| TOTAL                | 26,1 | 23,0 | 10,0 | 8,0  | 6,5  | 5,4  | 4,0  | 3,2 | 2,1  | 1,9 | +3,1  | 45,8 |

##### Por provincias (resultados provisionales)

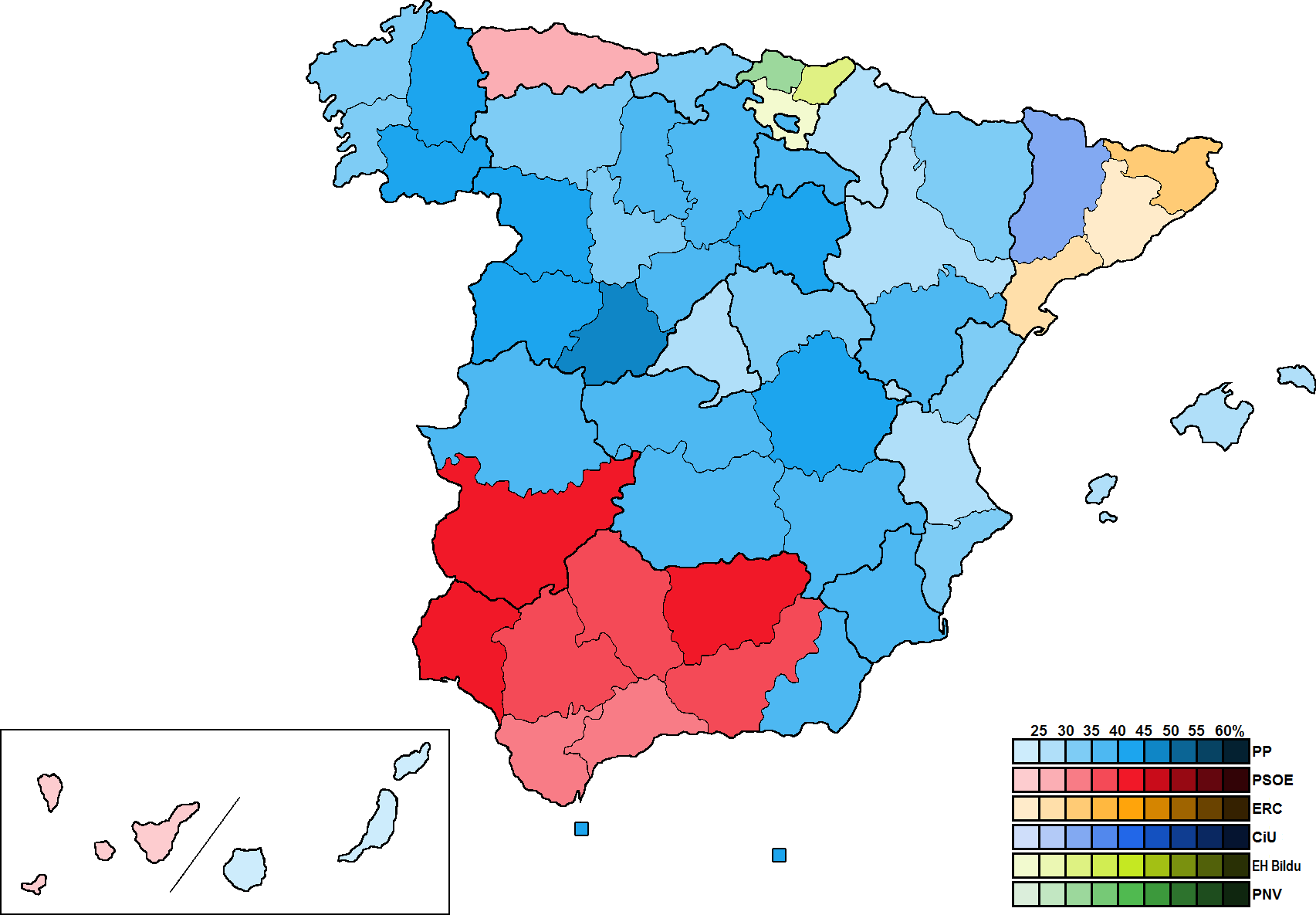
Resultados electorales por provincias.

| Provincia | PP | PSOE | IP | Pod. | UPyD | CEU | EPDD | C's | LPD | PE | Dif. | Part. |
| --------- | -- | ---- | -- | ---- | ---- | --- | ---- | --- | --- | -- | ---- | ----- |

| Álava          | 16,0 | 15,2 | 6,3  | 8,9  | 4,5  | 17,2 | 0,1  | 1,1 | 18,9 | 2,9  | -1,7  | 43,5 |
| Albacete       | 35,5 | 28,8 | 9,0  | 7,4  | 7,5  | 0,2  | 0,0  | 2,2 | 0,1  | 1,2  | +6,7  | 47,8 |
| Alicante       | 30,8 | 23,0 | 9,4  | 8,9  | 8,8  | 0,1  | 0,4  | 3,2 | 0,1  | 4,8  | +7,8  | 45,7 |
| Almería        | 35,1 | 32,9 | 7,6  | 5,6  | 6,6  | 0,1  | 0,0  | 2,4 | 0,1  | 1,0  | +2,2  | 40,5 |
| Asturias       | 24,1 | 26,1 | 12,9 | 13,7 | 6,0  | 0,0  | 0,0  | 2,5 | 0,4  | 1,0  | -2,0  | 43,2 |
| Ávila          | 46,9 | 19,8 | 7,2  | 5,3  | 8,4  | 0,1  | 0,0  | 2,3 | 0,1  | 0,8  | +27,1 | 50,3 |
| Badajoz        | 34,9 | 40,1 | 6,5  | 4,3  | 5,6  | 0,0  | 0,0  | 0,9 | 0,1  | 0,5  | -5,2  | 44,4 |
| Barcelona      | 10,1 | 15,2 | 11,3 | 5,2  | 1,4  | 19,8 | 21,9 | 6,9 | 0,3  | 0,3  | -2,1  | 48,2 |
| Burgos         | 36,9 | 20,1 | 8,3  | 9,7  | 9,1  | 0,1  | 0,0  | 2,5 | 0,3  | 1,2  | +16,8 | 49,7 |
| Cáceres        | 36,5 | 36,5 | 6,0  | 5,6  | 5,1  | 0,1  | 0,0  | 1,1 | 0,1  | 0,7  | +0,0  | 46,6 |
| Cádiz          | 23,6 | 30,9 | 12,1 | 10,7 | 7,5  | 0,1  | 0,0  | 1,8 | 0,1  | 0,8  | -7,3  | 37,6 |
| Cantabria      | 34,7 | 24,3 | 9,0  | 9,2  | 8,2  | 0,2  | 0,0  | 3,0 | 0,2  | 1,3  | +10,4 | 46,9 |
| Castellón      | 32,0 | 22,9 | 8,7  | 7,8  | 7,2  | 0,2  | 0,8  | 3,1 | 0,2  | 6,3  | +9,1  | 49,9 |
| Ceuta          | 40,3 | 22,5 | 3,4  | 3,7  | 6,8  | 0,1  | 0,1  | 2,4 | 0,1  | 9,0  | +17,8 | 26,8 |
| Ciudad Real    | 37,8 | 31,5 | 8,6  | 5,0  | 7,2  | 0,0  | 0,0  | 1,9 | 0,1  | 0,6  | +6,3  | 45,8 |
| Córdoba        | 27,1 | 35,0 | 14,9 | 5,4  | 5,8  | 0,0  | 0,0  | 1,1 | 0,1  | 1,0  | -7,9  | 45,5 |
| Cuenca         | 43,1 | 31,0 | 7,0  | 5,2  | 5,2  | 0,0  | 0,0  | 1,3 | 0,1  | 0,7  | +12,1 | 51,1 |
| Gerona         | 6,6  | 10,0 | 6,9  | 2,4  | 0,9  | 30,8 | 32,9 | 3,5 | 0,3  | 0,2  | -2,1  | 47,3 |
| Granada        | 28,3 | 35,2 | 10,7 | 6,1  | 6,8  | 0,1  | 0,0  | 1,9 | 0,1  | 1,0  | -6,9  | 45,7 |
| Guadalajara    | 33,7 | 22,3 | 9,5  | 8,8  | 9,5  | 0,0  | 0,0  | 3,9 | 0,1  | 1,2  | +11,4 | 47,8 |
| Guipúzcoa      | 7,9  | 13,6 | 5,0  | 6,4  | 3,0  | 24,6 | 0,1  | 0,7 | 31,2 | 1,3  | -6,6  | 43,0 |
| Huelva         | 25,3 | 41,3 | 9,6  | 6,3  | 5,6  | 0,0  | 0,0  | 1,1 | 0,1  | 0,7  | -16,0 | 38,2 |
| Huesca         | 30,3 | 26,7 | 8,5  | 9,0  | 7,5  | 0,2  | 0,3  | 2,5 | 0,2  | 4,1  | +3,6  | 45,3 |
| Islas Baleares | 27,5 | 22,0 | 8,9  | 10,3 | 6,7  | 0,5  | 7,3  | 2,3 | 0,3  | 2,1  | +5,5  | 36,5 |
| Jaén           | 28,9 | 42,8 | 9,6  | 4,3  | 5,3  | 0,0  | 0,0  | 0,9 | 0,1  | 0,6  | -13,9 | 49,7 |
| La Coruña      | 32,3 | 21,2 | 11,7 | 9,3  | 3,8  | 1,0  | 0,1  | 1,9 | 8,0  | 0,8  | +11,1 | 43,9 |
| La Rioja       | 38,5 | 23,7 | 8,1  | 7,5  | 9,0  | 0,1  | 0,1  | 2,3 | 0,2  | 1,3  | +14,8 | 50,1 |
| Las Palmas     | 23,8 | 21,4 | 10,7 | 13,7 | 7,2  | 9,8  | 0,1  | 1,5 | 0,5  | 1,0  | +2,4  | 37,8 |
| León           | 33,2 | 27,6 | 8,6  | 9,5  | 6,9  | 0,0  | 0,1  | 3,0 | 0,1  | 0,7  | +5,6  | 46,2 |
| Lérida         | 9,3  | 9,8  | 6,8  | 2,2  | 0,8  | 31,8 | 29,7 | 3,0 | 0,3  | 0,2  | -2,1  | 45,5 |
| Lugo           | 42,3 | 23,5 | 8,2  | 5,7  | 2,9  | 0,7  | 0,1  | 1,1 | 6,8  | 0,4  | +18,8 | 46,0 |
| Madrid         | 29,9 | 18,9 | 10,5 | 11,3 | 10,6 | 0,1  | 0,1  | 4,8 | 0,1  | 2,0  | +11,0 | 48,5 |
| Málaga         | 25,5 | 30,1 | 12,7 | 7,4  | 9,2  | 0,1  | 0,0  | 2,4 | 0,1  | 1,1  | -4,6  | 41,8 |
| Melilla        | 44,0 | 25,2 | 3,3  | 2,9  | 6,9  | 0,1  | 0,0  | 1,8 | 0,1  | 2,0  | +18,8 | 28,0 |
| Murcia         | 37,5 | 20,7 | 9,7  | 7,6  | 9,5  | 0,1  | 0,0  | 3,6 | 0,1  | 0,9  | +16,8 | 43,5 |
| Navarra        | 25,1 | 14,5 | 9,5  | 9,4  | 4,6  | 2,5  | 0,2  | 1,8 | 20,1 | 1,6  | +5,0  | 46,4 |
| Orense         | 44,7 | 23,3 | 6,8  | 5,1  | 2,8  | 1,5  | 0,1  | 1,2 | 6,0  | 0,5  | +21,4 | 47,7 |
| Palencia       | 39,0 | 25,8 | 8,8  | 6,3  | 7,4  | 0,0  | 0,0  | 1,9 | 0,1  | 0,7  | +13,2 | 51,2 |
| Pontevedra     | 32,4 | 21,1 | 11,4 | 9,4  | 3,6  | 0,8  | 0,1  | 1,6 | 8,9  | 0,8  | +11,3 | 46,3 |
| Salamanca      | 41,7 | 22,9 | 6,9  | 5,8  | 8,6  | 0,1  | 0,0  | 2,8 | 0,1  | 1,1  | +18,8 | 46,4 |
| Segovia        | 39,5 | 21,3 | 7,4  | 9,1  | 9,7  | 0,1  | 0,0  | 2,1 | 0,1  | 1,3  | +18,2 | 50,8 |
| Sevilla        | 22,1 | 37,2 | 12,1 | 7,8  | 7,4  | 0,0  | 0,0  | 1,7 | 0,1  | 1,1  | -15,1 | 45,1 |
| Soria          | 41,4 | 21,9 | 5,9  | 12,3 | 6,3  | 0,1  | 0,0  | 2,4 | 0,1  | 0,7  | +19,5 | 45,4 |
| Tarragona      | 10,7 | 13,5 | 7,6  | 4,0  | 1,4  | 23,4 | 25,3 | 6,3 | 0,3  | 0,3  | -1,9  | 44,8 |
| Tenerife       | 22,9 | 23,1 | 10,3 | 8,2  | 6,6  | 14,8 | 0,1  | 1,3 | 0,7  | 1,0  | -0,2  | 37,7 |
| Teruel         | 35,8 | 27,1 | 8,1  | 7,8  | 6,1  | 0,0  | 0,1  | 1,8 | 0,2  | 3,3  | +8,7  | 45,7 |
| Toledo         | 38,6 | 28,2 | 8,8  | 6,3  | 6,9  | 0,1  | 0,0  | 2,2 | 0,1  | 0,6  | +10,4 | 46,3 |
| Valencia       | 27,5 | 20,6 | 11,2 | 7,9  | 8,5  | 0,1  | 0,4  | 2,8 | 0,1  | 10,1 | +6,9  | 53,0 |
| Valladolid     | 33,6 | 23,0 | 10,2 | 7,6  | 9,8  | 0,2  | 0,0  | 3,3 | 0,1  | 1,0  | +10,6 | 50,7 |
| Vizcaya        | 10,1 | 13,6 | 5,7  | 6,7  | 3,1  | 31,7 | 0,1  | 0,8 | 19,9 | 1,4  | -11,8 | 45,8 |
| Zamora         | 41,8 | 24,4 | 7,2  | 9,5  | 6,6  | 0,0  | 0,0  | 1,9 | 0,1  | 0,4  | +17,4 | 46,2 |
| Zaragoza       | 26,2 | 23,4 | 9,8  | 9,9  | 9,1  | 0,1  | 0,1  | 3,2 | 0,3  | 4,8  | +2,8  | 47,5 |

#### Eurodiputados electos
Tras estos resultados, la Junta Electoral Central proclamó, el 11 de junio de 2014, como diputados al Parlamento Europeo para la legislatura 2014-2019, a los siguientes candidatos:
| N.º | Nombre                                 | Lista | Lista               |
| --- | -------------------------------------- | ----- | ------------------- |
| 1   | Miguel Arias Cañete                    |       | PP                  |
| 2   | Elena Valenciano Martínez-Orozco       |       | PSOE                |
| 3   | Esteban González Pons                  |       | PP                  |
| 4   | Ramón Jáuregui Atondo                  |       | PSOE                |
| 5   | Willy Enrique Meyer Pleite a           |       | La Izquierda Plural |
| 6   | María Teresa Jiménez Becerril Barrio   |       | PP                  |
| 7   | Pablo Iglesias Turrión                 |       | Podemos             |
| 8   | Soledad Cabezón Ruiz                   |       | PSOE                |
| 9   | Luis de Grandes Pascual                |       | PP                  |
| 10  | Francisco Sosa Wagner                  |       | UPyD                |
| 11  | Juan Fernando López Aguilar            |       | PSOE                |
| 12  | Ramón Tremosa i Balcells               |       | CEU                 |
| 13  | Pilar del Castillo Vera                |       | PP                  |
| 14  | Paloma López Bermejo                   |       | La Izquierda Plural |
| 15  | Iratxe García Pérez                    |       | PSOE                |
| 16  | Ramón Luis Valcárcel Siso              |       | PP                  |
| 17  | Josep Maria Terricabras i Nogueras     |       | EPDD                |
| 18  | María Teresa Rodríguez-Rubio Vázquez   |       | Podemos             |
| 19  | Javier López Fernández                 |       | PSOE                |
| 20  | María Rosa Estarás Ferragut            |       | PP                  |
| 21  | Ernest Urtasun Domenech                |       | La Izquierda Plural |
| 22  | Inmaculada Rodríguez-Piñero Fernández  |       | PSOE                |
| 23  | Francisco José Millán Mon              |       | PP                  |
| 24  | María Teresa Pagazaurtundúa Ruiz       |       | UPyD                |
| 25  | Javier Nart Peñalver                   |       | Cs                  |
| 26  | Pablo Zalba Bidegain                   |       | PP                  |
| 27  | Enrique Guerrero Salom                 |       | PSOE                |
| 28  | Izaskun Bilbao Barandica               |       | CEU                 |
| 29  | Carlos Jiménez Villarejo b             |       | Podemos             |
| 30  | Verónica Lope Fontagne                 |       | PP                  |
| 31  | Eider Gardiazábal Rubial               |       | PSOE                |
| 32  | Marina Albiol Guzmán                   |       | La Izquierda Plural |
| 33  | Antonio López-Istúriz White            |       | PP                  |
| 34  | José Blanco López                      |       | PSOE                |
| 35  | Santiago Fisas Ayxelà                  |       | PP                  |
| 36  | Fernando Maura Barandiarán             |       | UPyD                |
| 37  | Clara Eugenia Aguilera García          |       | PSOE                |
| 38  | Iosu Mirena Juaristi Abaunz c          |       | LPD                 |
| 39  | Gabriel Mato Adrover                   |       | PP                  |
| 40  | Ernest Maragall Mira                   |       | EPDD                |
| 41  | María Lidia Senra Rodríguez            |       | La Izquierda Plural |
| 42  | María Dolores «Lola» Sánchez Caldentey |       | Podemos             |
| 43  | Jordi Sebastià Talavera d              |       | Primavera Europea   |
| 44  | Sergio Gutiérrez Prieto                |       | PSOE                |
| 45  | María del Pilar Ayuso González         |       | PP                  |
| 46  | Francesc de Paula Gambús i Millet      |       | CEU                 |
| 47  | Inés Ayala Sender                      |       | PSOE                |
| 48  | María Esther Herranz García            |       | PP                  |
| 49  | Ángela Rosa Vallina de la Noval        |       | La Izquierda Plural |
| 50  | Jonás Fernández Álvarez                |       | PSOE                |
| 51  | Agustín Díaz de Mera García Consuegra  |       | PP                  |
| 52  | Beatriz Becerra Basterrechea           |       | UPyD                |
| 53  | Pablo Echenique Robba                  |       | Podemos             |
| 54  | Juan Carlos Girauta Vidal              |       | Cs                  |

a Willy Meyer no llegó a tomar posesión, presentando su dimisión el 25 de junio, al haberse hecho público que el fondo de pensiones para eurodiputados del que era partícipe lo gestionaba una sicav de Luxemburgo. El siguiente puesto en la candidatura lo ocupa Javier Couso Permuy, de IU.

b Carlos Jiménez Villarejo ha anunciado que tomará posesión de su escaño pero que, una vez presente la propuesta anticorrupción de su partido, renunciará a su escaño, que será ocupado por la número seis de la candidatura, Tania González.

c EH Bildu y BNG acordaron al formar la coalición que, en caso de obtener un escaño, Josu Juaristi comenzaría la legislatura y que la número dos y candidata del BNG Ana Miranda la terminaría. Tras las elecciones, hicieron público que Juaristi será eurodiputado los primeros tres años y medio de la legislatura y Miranda el restante año y medio.

d Compromís y Equo acordaron al formar la coalición que, en caso de obtener un escaño, Jordi Sebastià comenzaría la legislatura y que el número dos y candidato de Equo Florent Marcellesi la terminaría. El tiempo de permanencia se repartiría según el porcentaje de votos en la Comunidad Valenciana (Compromís) y el resto de España (Equo).

## Los diputados españoles en el nuevo Parlamento Europeo

### Distribución por grupos parlamentarios
Durante el mes de junio de 2014, los diferentes diputados electos de toda la Unión Europea negociaron para formar los grupos políticos del Parlamento Europeo, que necesitan de un mínimo de 25 eurodiputados de siete estado miembro de la Unión Europea. Todos los diputados al Parlamento Europeo de España se integraron dentro de algún grupo, siendo el Grupo del Partido Popular Europeo el más numeroso con 17 escaños, seguido de la Alianza Progresista de Socialistas y Demócratas con 14, pero ambos perdiendo fuerza respecto a la anterior legislatura. Por su parte, el Grupo Confederal de la Izquierda Unitaria Europea / Izquierda Verde Nórdica logró entre diecinueve nuevos diputados, alcanzando los once o diez, según el momento de la legislatura, mientras que el Grupo de Los Verdes / Alianza Libre Europea sumó entre dos y tres diputados para llegar a los cuatro o cinco.
El principal punto de conflicto entre eurodiputados españoles fueron las negociaciones del Grupo de la Alianza de los Demócratas y Liberales por Europa, que hasta el momento estaba formado por Convergència Democràtica de Catalunya y Partido Nacionalista Vasco, pero que ante la pérdida de fuerza electoral en toda la Unión Europea, decidió negociar con Ciudadanos – Partido de la Ciudadanía y Unión Progreso y Democracia, que sumaban seis escaños. Mientras que UPyD y Cs pretendían diluir la fuerza de los regionalistas en el grupo, CDC buscaba que el grupo liberal, así como los miembros de ambos partidos estatales, firmaran una declaración a favor de la consulta independentista del 9 de noviembre. Finalmente, el grupo aceptó a Cs y UPyD y ofreció a CDC y PNV, que votaron en contra, un subgrupo para hablar de autogobierno.
Por tanto, así quedaron los diputados al Parlamento Europeo de España en los diferentes grupos políticos del Parlamento Europeo al comienzo de la VIII legislatura:
| Candidatura en la circunscripción electoral española | Candidatura en la circunscripción electoral española | Grupos políticos del Parlamento Europeo | Grupos políticos del Parlamento Europeo | Grupos políticos del Parlamento Europeo         | Grupos políticos del Parlamento Europeo         | Grupos políticos del Parlamento Europeo                                     | Grupos políticos del Parlamento Europeo                                     | Grupos políticos del Parlamento Europeo          | Grupos políticos del Parlamento Europeo          | Grupos políticos del Parlamento Europeo     | Grupos políticos del Parlamento Europeo     | Grupos políticos del Parlamento Europeo | Grupos políticos del Parlamento Europeo | Ref.    |  |  |  |
| Candidatura en la circunscripción electoral española | Candidatura en la circunscripción electoral española | Grupo del Partido Popular Europeo       | Grupo del Partido Popular Europeo       | Alianza Progresista de Socialistas y Demócratas | Alianza Progresista de Socialistas y Demócratas | Grupo Confederal de la Izquierda Unitaria Europea / Izquierda Verde Nórdica | Grupo Confederal de la Izquierda Unitaria Europea / Izquierda Verde Nórdica | Alianza de los Demócratas y Liberales por Europa | Alianza de los Demócratas y Liberales por Europa | Grupo de Los Verdes / Alianza Libre Europea | Grupo de Los Verdes / Alianza Libre Europea | No inscritos                            | No inscritos                            | Ref.    |  |  |  |
| ---------------------------------------------------- | ---------------------------------------------------- | --------------------------------------- | --------------------------------------- | ----------------------------------------------- | ----------------------------------------------- | --------------------------------------------------------------------------- | --------------------------------------------------------------------------- | ------------------------------------------------ | ------------------------------------------------ | ------------------------------------------- | ------------------------------------------- | --------------------------------------- | --------------------------------------- | ------- |  |  |  |
| Candidatura en la circunscripción electoral española | Candidatura en la circunscripción electoral española |                                         | Partido Popular                         | 16                                              | -8                                              |                                                                             |                                                                             |                                                  |                                                  |                                             |                                             |                                         |                                         | Ref.    |  |  |  |
|                                                      | Partido Socialista Obrero Español                    |                                         |                                         | 14                                              | -9                                              |                                                                             |                                                                             |                                                  |                                                  |                                             |                                             |                                         |                                         |         |  |  |  |
|                                                      | La Izquierda Plural                                  |                                         |                                         |                                                 |                                                 | 5 (IU y Anova)                                                              | +4                                                                          |                                                  |                                                  | 1 (ICV)                                     |                                             |                                         |                                         |         |  |  |  |
|                                                      | Podemos                                              |                                         |                                         |                                                 |                                                 | 5                                                                           | +5                                                                          |                                                  |                                                  |                                             |                                             |                                         |                                         | [ 250 ] |  |  |  |
|                                                      | Unión Progreso y Democracia                          |                                         |                                         |                                                 |                                                 |                                                                             |                                                                             | 4                                                | +4                                               |                                             |                                             |                                         | -1                                      | [ 251 ] |  |  |  |
|                                                      | Coalición por Europa                                 | 1 (UDC)                                 |                                         |                                                 |                                                 |                                                                             |                                                                             | 2 (CDC y PNV)                                    |                                                  |                                             |                                             |                                         |                                         |         |  |  |  |
|                                                      | L'Esquerra pel Dret a Decidir                        |                                         |                                         |                                                 |                                                 |                                                                             |                                                                             |                                                  |                                                  | 2 (ERC y NECat)                             | +1                                          |                                         |                                         |         |  |  |  |
|                                                      | Ciudadanos – Partido de la Ciudadanía                |                                         |                                         |                                                 |                                                 |                                                                             |                                                                             | 2                                                | +2                                               |                                             |                                             |                                         |                                         | [ 251 ] |  |  |  |
|                                                      | Los Pueblos Deciden                                  |                                         |                                         |                                                 |                                                 | 1/0 (EH Bildu) a                                                            | +1/=                                                                        |                                                  |                                                  | 0/1 (BNG) a                                 | =/+1                                        |                                         |                                         | [ 250 ] |  |  |  |
|                                                      | Primavera Europea                                    |                                         |                                         |                                                 |                                                 |                                                                             |                                                                             |                                                  |                                                  | 1 (Compromís/Equo)                          | +1                                          |                                         |                                         |         |  |  |  |
| Total                                                | Total                                                |                                         |                                         |                                                 |                                                 |                                                                             |                                                                             |                                                  |                                                  |                                             |                                             |                                         |                                         | Ref.    |  |  |  |
| Total                                                | Total                                                | EPPG                                    | EPPG                                    | S&D                                             | S&D                                             | GUE/NGL                                                                     | GUE/NGL                                                                     | ALDE                                             | ALDE                                             | G-EFA                                       | G-EFA                                       | NI                                      | NI                                      | Ref.    |  |  |  |
| Total                                                | Total                                                | 17                                      | -8                                      | 14                                              | -9                                              | 11/10                                                                       | +10/9                                                                       | 8                                                | +6                                               | 4/5                                         | +2/3                                        | 0                                       | -1                                      | Ref.    |  |  |  |

a Josu Juaristi, miembro de Euskal Herria Bildu, dimitirá una vez pasados los tres primeros años y medio, para dar paso a Ana Miranda, miembro del Bloque Nacionalista Galego, que se integrará en el Grupo de Los Verdes / Alianza Libre Europea.

### Órganos políticos del Parlamento Europeo
Tras la constitución del nuevo Parlamento Europeo, el 1 de julio de 2014, los grupos políticos eligieron a sus representantes en la Mesa del Parlamento, incluido el presidente del Presidente así como en las presidencias de las comisiones y delegaciones parlamentarias.
Para la presidencia del Parlamento, el Grupo del Partido Popular Europeo y el Grupo de la Alianza Progresista de Socialistas y Demócratas, con el apoyo de la Alianza de los Demócratas y Liberales por Europa, acordaron repartirsela media legislatura cada partido, con el socialista Martin Schulz hasta finales de 2016 y el popular Manfred Weber hasta el final de la legislatura. Por su parte, el Grupo Confederal de la Izquierda Unitaria Europea / Izquierda Verde Nórdica eligió a Pablo Iglesias Turrión, de Podemos, para competir por este puesto, recibiendo únicamente el apoyo de los 51 diputados del grupo político.
El resto de la mesa se compone de 14 vicepresidentes, que presiden el debate cuando el presidente no está en la cámara. De ellos, seis pertenecen al Grupo del Partido Popular Europeo, tres al Grupo de la Alianza Progresista de Socialistas y Demócratas, dos son de la Alianza de los Demócratas y Liberales por Europa, y uno para el Grupo de los Conservadores y Reformistas Europeos, el Grupo de Los Verdes / Alianza Libre Europea, y el Grupo Confederal de la Izquierda Unitaria Europea / Izquierda Verde Nórdica respectivamente. El único representante español en la mesa es Ramón Luis Valcárcel, del Partido Popular, que recibió un total de 406 votos en la primera vuelta, siendo elegido en cuarto lugar.

### Nueva Comisión Europea
La Comisión Europea es la parte ejecutiva de la Unión Europea encargado de proponer la legislación, la aplicación de las decisiones, la defensa de los tratados de la Unión y del día a día de la UE. El Presidente, según el Tratado de Lisboa, debe ser elegido por el Parlamento Europeo a propuesta del Consejo Europeo.